# Yamaha Motor
Die Yamaha Hatsudōki K.K. (japanisch ヤマハ発動機株式会社, Yamaha Hatsudōki kabushiki-gaisha; engl. Yamaha Motor Company, Ltd.) ist ein japanisches Unternehmen mit Hauptsitz in Iwata, Japan. Der Mischkonzern stellt im Geschäftsbereich Mobilität Motorräder, Quads und Motoren (insbesondere Bootsmotoren) her. Die Industriesparte des Unternehmens produziert und vertreibt Generatoren, Pumpen, Roboter, SMT-Bestückungsautomaten, Drohnen, Anlagen zur Wasseraufbereitung, Schwimmbecken und weitere Produkte.
Die Yamaha Motor Company wurde 1955 als Tochtergesellschaft der Yamaha Corporation gegründet. Heute ist Yamaha Motor ein eigenständiger Konzern mit 131 konsolidierten Tochtergesellschaften. Die Yamaha Corporation hält noch knapp 5 Prozent an Yamaha Motor. In Deutschland trat Yamaha erstmals 1964 auf der IFMA auf. Anfang 2014 waren in Deutschland 566.762 Yamaha-Krafträder zugelassen, was einem Anteil von 13,98 % entspricht. 2020 lag der Anteil der Neuzulassungen bei 9,65 %, was unter den Herstellern Platz fünf darstellt. Weltweit stand Yamaha mit 3,5 Millionen verkauften Motorrädern 2021 (bis November) auf Platz vier.
Ende September 2019 eröffnete Yamaha in Amsterdam die Yamaha Motor Collection Hall, eine Sammlung von Renn- und Serienmotorrädern, die für Ausstellungen geöffnet ist.

## Geschichte
Die Wurzeln der Yamaha Motor Company gehen zurück bis ins Jahr 1887, als Torakusu Yamaha ein Unternehmen zur Herstellung von Musikinstrumenten gründete. Daraus entwickelte sich 1897 die Aktiengesellschaft Nippon Gakki (wörtlich „Japan Musikinstrumente“) und später der Konzern Yamaha Corporation. An das ursprüngliche Geschäftsfeld von Yamaha erinnert bis heute das Firmenlogo von Yamaha Motor mit den drei Stimmgabeln, das vom Logo der Yamaha Corporation abstammt.
1950 übernahm Kawakami Gen’ichi die Leitung bei Nippon Gakki. Er ordnete im November 1953 die Entwicklung eines Motorrads an, um die Produktpalette künftig durch Motorräder zu ergänzen. 1954 wurden Prototypen des ersten Motorradmodells gebaut, das Yamaha YA-1 genannt wurde. Laut der Chronik der Yamaha Motor Company wurde das erste Serienmodell der YA-1 am 11. Februar 1955 fertiggestellt und ausgeliefert.

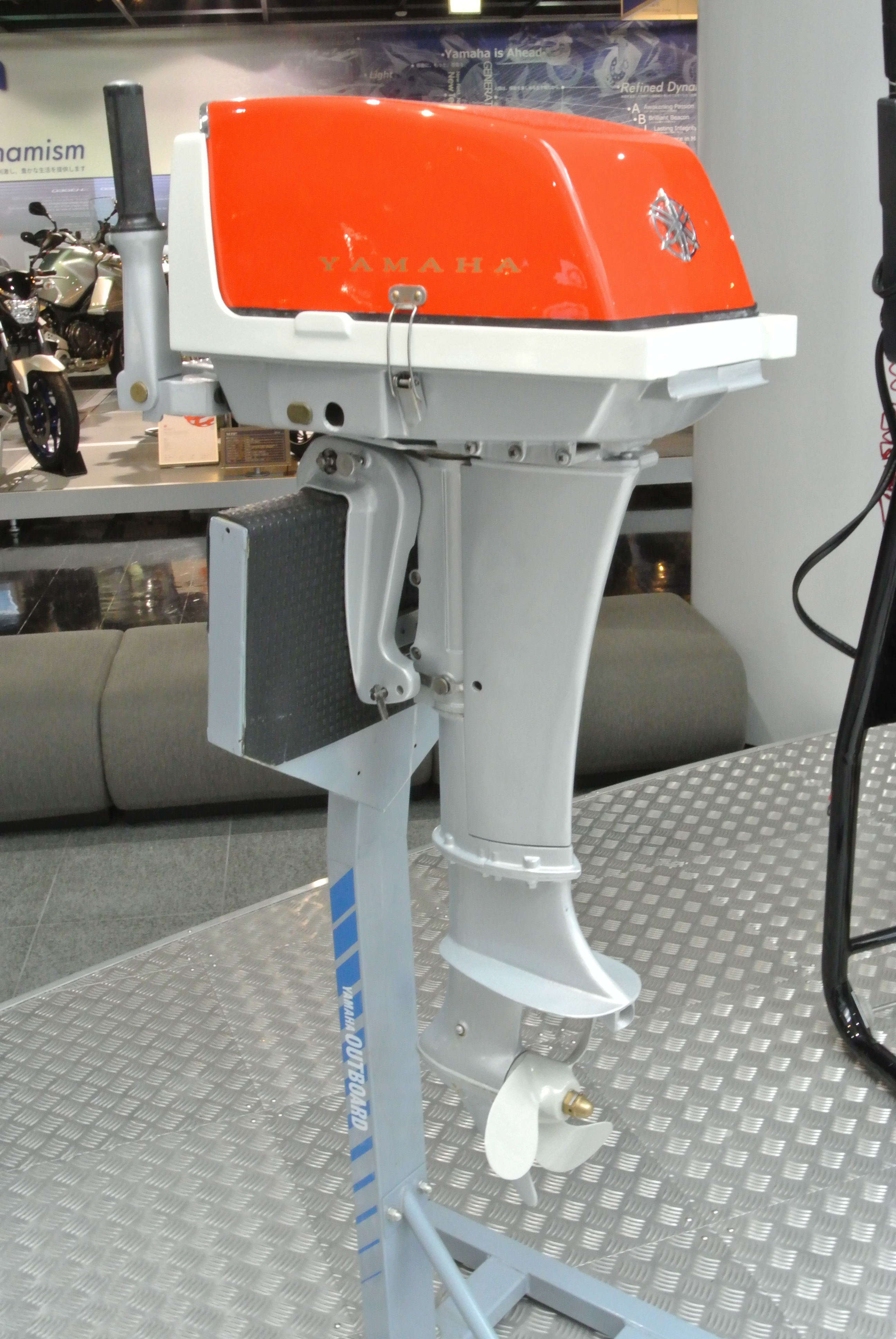
P7, 1960, erster Yamaha-Zweitakt-Außenbordmotor

Am 1. Juli 1955 wurde die Yamaha Motor Company als Tochterunternehmen von Nippon Gakki gegründet. Damit wurde die junge Motorrad-Sparte von Nippon Gakki ausgegliedert. Mit finanzieller Unterstützung der Regierung begann die Yamaha Motor Company mit der Produktion von Motorrädern. 1960 kam mit dem P7 der erste Außenbordmotor von Yamaha auf den Markt.
Der Motor des Toyota 2000 GT wurde von Yamaha entwickelt. In den 1990er-Jahren entwickelte Yamaha gemeinsam mit der Ford Motor Company die Zetec-SE Motorengeneration (4-Zylinder-Viertaktmotoren in Reihe für den Quereinbau), die in den Ford-Modellen Fiesta, Puma und Focus eingesetzt wurde bzw. in modifizierter Form noch eingesetzt wird (Ford Fiesta, Ford Focus). Ebenfalls eingesetzt wurden Zetec-SE Motoren in diversen Mazda-Modellen. Zeitweise baute Yamaha auch Motoren für die Formel 1.
Von 2004 bis 2010 wurde der Volvo XC90 und von 2006 bis ebenfalls 2010 wurde der Volvo S80 mit einem von Yamaha entwickelten V8-Motor verkauft.

### Baureihen/Modellserien
Yamaha startete die Motorradherstellung zunächst mit Zweitaktmotorradreihen, die zuerst die Kürzel YA und DT (leichte Geländemotorräder) trugen. Später nachfolgende Modellreihen mit Viertaktmotoren begannen mit der Bezeichnung Yamaha XS. Weitere Baureihen sind unter den Bezeichnungen XT, Yamaha R-Serie, Yamaha XJ (und Weitere) bekannt.

### Zweitakter

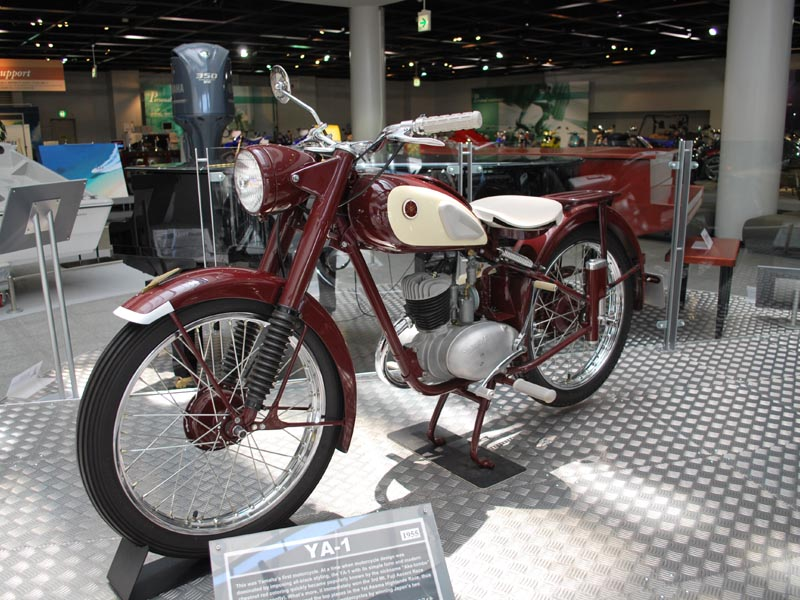
Yamaha YA-1 von 1956

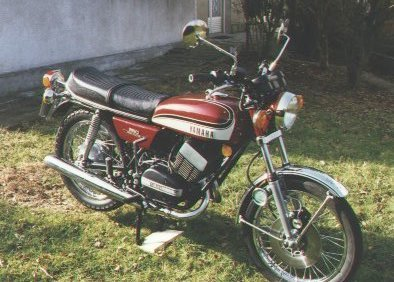
Yamaha RD350 von 1973

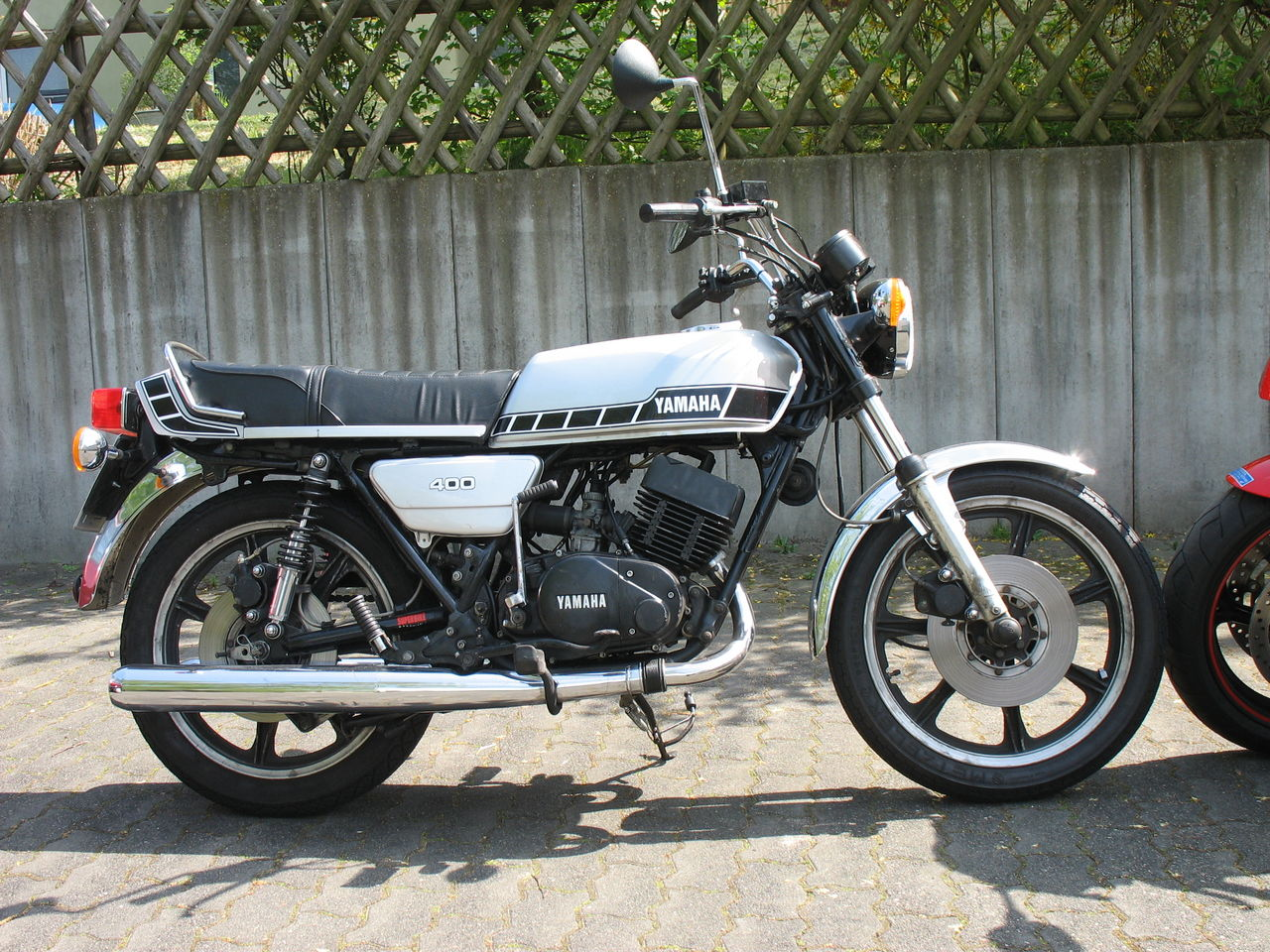
Yamaha RD400 (1A3) von 1978

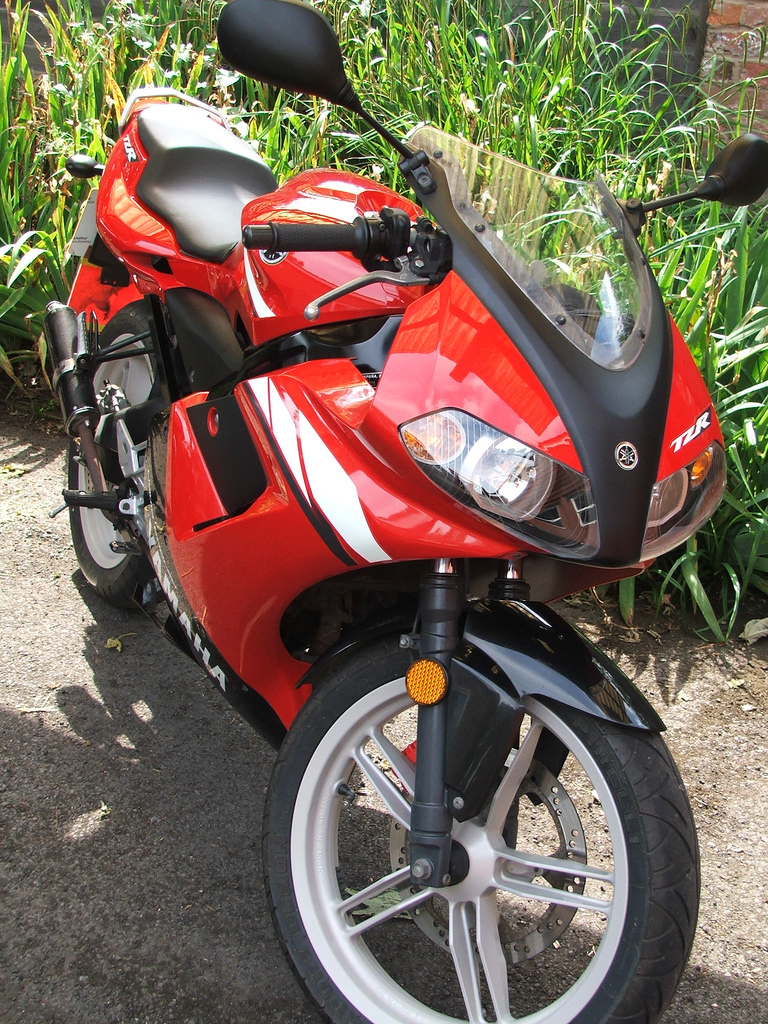
Yamaha TZR 50, 2004

Das erste Yamaha-Motorrad, die YA-1, wurde auch Red Dragonfly („Rote Libelle“) genannt. Die Entwicklungsarbeiten begannen 1954 noch bei Nippon Gakki, der späteren Yamaha Corporation. Die Yamaha Motor Company wurde am 1. Juli 1955 als Tochtergesellschaft der Nippon Gakki gegründet und übernahm dann die Produktion. Die YA-1 war eine Kopie der DKW RT 125. Sie hatte einen luftgekühlten Einzylinder-Zweitaktmotor mit Dreikanal-Umkehrspülung, 123 cm³ Hubraum (52 mm Bohrung × 58 mm Hub), 4,1 kW (5,6 PS) Leistung bei 5000/min und 80 km/h Höchstgeschwindigkeit.
1958 trat die YA-2 mit 125 cm³ und einem PS mehr die Nachfolge an, 1959 gefolgt von der YA-3.
1961 leistete die YA-5 schon 7,4 kW (10 PS), 1963 wurde die YAT-1 abgeleitet, die dem Aussehen der 250er Twins angeglichen war und mit der Yamaha gegen Honda konkurrierte, die die ähnliche Honda CB 92 anbot.
Diese Motorräder mündeten in eine Linie mit starken Zweizylinder-Zweitaktmotoren, die sich durch hohes Drehmoment und Spurtfreude auszeichneten. Zunächst kam 1964 das Modell YDS3 auf den deutschen Markt, eine in Amerika bereits sehr gut verkaufte 250-cm³-Zweizylindermaschine mit 18 kW (24 PS). In weiterer Folge wurden bis Anfang der 1970er-Jahre die Modelle YDS5E, DS6 (beide mit 250 cm³) sowie YR1, YR2 und R3 (alle mit 350 cm³) in Deutschland angeboten. Mit den Modellen DS-7 (250 cm³, 18 kW (24 PS)) und R-5 (350 cm³, 26 kW (36 PS)) wurden die Entwicklungslinien der 350er- und 250er-Modelle zusammengeführt. Beide Modelle hatten nun ein horizontal teilbares Motorgehäuse, waren schlitzgesteuert und mit Trommelbremsen ausgestattet.
In Japan nannten sich die Modelle 1972 noch DX250 PRO und RX350 PRO und standen zwischen der DS7 und RD 250 oder der R5-F und RD 350.
Als die bis heute meistverkauften Motorräder gelten die luftgekühlten Folgemodelle RD 250 und RD 350 (baugleich mit RD 250, nur 100 cm³ mehr Hubraum). Sie wurden 1973 mit 22 und 29 kW (30 und 39 PS) ausgeliefert. Das Zwischenmodell RD 250-B verfügte 1976 über 24 kW (32 PS). Nach der Umstellung der Versicherungsklassen wurde die RD 250 später in Deutschland auf 20 kW (27 PS) gedrosselt.
Eine technische Neuerung waren die Membranventile in der Saugseite des Einlasstraktes, diese verbesserten den Gaswechsel im Motor und erweiterte den nutzbaren Drehzahlbereich. Diese Modelle hatten eine Scheibenbremse vorn und erzielten hohe Fahrleistungen. Die Spritzigkeit des Motors war auch ein Ergebnis der „Five-Port-(Fünfkanal-)Steuerung“, die aus Adolf Schnürles patentierter Umkehrspülung weiter entwickelt worden war. Prinzipbedingt werden beim Zweitakter die Abgase vom frischen Benzin-Luft-Gemisch in den Auspuff gedrückt, dabei gelangt auch ein Teil des Frischgases mit in den Auspuff. Durch geschickte Kanalführung des Five-Port-Systems drücken die frischen Gase in Form einer geschlossenen Front die verbrauchten Gase gezielt in den Auspuff, ohne sich mit diesen zu vermischen, wie dies bei früheren Konstruktionen der Fall war. Durch die für Hochleistungszweitaktmotoren besondere Gestaltung der Auspuffanlage (Resonanzauspuff) wird zusätzlich die Druckwelle, die dem Zylinder beim Öffnen des Auslassschlitzes entweicht, reflektiert und drückt die überschießenden Frischgase wieder zurück in den Zylinder, bevor der Kolben das Fenster zur Verdichtung schließt. Dadurch wird bei Resonanz-Drehzahl die Füllung des Zylinders verbessert, was eine erhebliche Leistungssteigerung ermöglicht, die die damaligen Zweitaktmotoren endgültig den hubraumgleichen Viertaktern überlegen machte. Jedoch funktioniert diese Art der Resonanzaufladung nur in einem engen Drehzahlbereich, was den so konstruierten Zweitaktern schnell den Ruf einer spitzen und schwer beherrschbaren Leistungscharakteristik einbrachte. Yamaha hat diese Form der Leistungs- und Effizienzsteigerung von Zweitaktmotoren zwar nicht erfunden, jedoch erstmals in Serie an Motorrädern eingesetzt.
Die Zweitakt-Modelle von Yamaha hatten seit ihrem Verkaufsstart in Deutschland eine Getrenntschmierung (Frischölschmierung). Anders als beim Zweitakter sonst üblich, mussten Benzin und Motoröl nicht gemischt werden. Bei Yamaha führte eine Ölpumpe dem Kraftstoff-Luft-Gemisch abhängig von der Drehzahl und der Gasgriffstellung dosiert Schmieröl aus einem separaten Öltank zur Motorschmierung zu. Kolbenklemmer im Schubbetrieb gab es mit diesen Modellen nur noch sehr selten, da zumindest bei niedrigen Drehzahlen immer eine ausreichende Schmierung gewährleistet war.
Das Modell RD 400 kam 1977/78 (interne Baubezeichnung 1A3) als Ablösung für das in der Leistungsentfaltung sehr engbandige luftgekühlte Vorgängermodell RD 350 auf den Markt, die Motorleistung betrug 32 kW (43 PS). 1979 modernisierte Yamaha das Modell mit kontaktloser Transistorzündung, überarbeiteter Fußrastenanlage (der vorher unter dem Rahmen angebrachte, einteilige, durchgehende Fußrastenträger verlief unterhalb der Verbindung Auspuffkrümmer/Endschalldämpfer und hatte bei schneller Fahrweise in Kurven mit entsprechender Schräglage bei unebener Fahrbahn gefährliche Situationen durch Aufsetzen hervorgerufen) und neuem Design. Die interne Baubezeichnung lautete 2 R 9; bei diesem Modell waren die Fußrastenräger rechts und links separat oberhalb der Auspuffanlage am Rahmen befestigt. Für beide Versionen gab es weiterhin dickere Zylinderkopfdichtungen, da insbesondere die mit Kontaktzündung bestückten Modelle bei Vernachlässigung der Einstellung bei Frühzündung zu den berüchtigten „Sparbüchsen“ (Durchbrennen des Kolbenbodens) neigten. Der Version 2 R 9 war nur eine kurze Produktionszeit beschieden, da bereits 1980 die wassergekühlten Versionen der RD-Modelle auf den europäischen Markt geliefert wurden und damit endgültig die Ära der luftgekühlten Zweitaktmotoren bei Yamaha endete.
Im Jahre 1980 brachte Yamaha eine Neuerung: Auf Basis der im Rennsport erfolgreichen Zweitakt-Rennmaschinen kamen als Straßenversion die wassergekühlten Modelle RD 250 LC und RD 350 LC – RD 350 – auf den Markt. 1983 kam als Weiterentwicklung die RD 350 YPVS. Das aus dem Rennsport stammende YPVS (Yamaha Power Valve System) verhalf dem kleinen Zweitaktmotor zu serienmäßigen 43 (59), später 46 kW (63 PS) – womit damals Fahrleistungen von 500er bis 750er Viertakt-Maschinen erreicht werden konnten. Das YPVS-System variiert über eine Walze die Höhe des Auslasskanals und damit die effektive Expansion des Motors. Der Auslassquerschnitt wird der jeweils anliegenden Motordrehzahl angepasst, wodurch die Leistungscharakteristik erheblich weicher wird und schon bei niedrigeren Drehzahlen ein hohes Drehmoment erzeugt wird, was die Maschine einfacher fahrbar macht. Gleichzeitig kann die Auslegung für höhere Drehzahlen entsprechend angepasst werden, was die mögliche Spitzenleistung steigert. Mit steigender Drehzahl wird die Höhe des Auslasskanals vergrößert, was das Drehmomentmaximum in höhere Drehzahlen verschiebt. Beim Einzylindermotor der RD 125 LC wurde ein YEIS (Yamaha Energy Induction System) genanntes System im Einlasskanal installiert.
Es bestand aus einer Kammer, die vor dem membrangesteuerten Einlass vom Ansaugstutzen abzweigte. In dieser Kammer sammelte sich das Gemisch, das vor der Membran verblieb, wenn die Drehzahl sank (zum Beispiel beim Anbremsen vor einer Kurve) und entwich der Kammer wieder, wenn wieder ein höherer Unterdruck im Ansaugtrakt anlag (zum Beispiel beim Gasgeben in oder nach der Kurve). Dadurch wurde die Gasannahme des Motors deutlich verbessert, der Verbrauch um bis zu 10 % gesenkt und die Fahrbarkeit der Yamaha Zweitaktmotorräder weiter verbessert. Die letzte Entwicklungsstufe bildete 1984 die RD 500 V4 – eine Replik der mehrfachen Weltmeistermaschine der 500er Klasse (Wayne Rainey, Eddie Lawson). Der V4-Zweitaktmotor leistete serienmäßig 65 kW (88 PS). Damit zählte die RD 500 zu den schnellsten Straßenmotorrädern ihrer Zeit, sie kann in gutem Pflegezustand wegen ihrer Leistung und guten Handlings mit modernen Sportmaschinen mithalten. Mit modernen Fahrwerkskomponenten ausgestattet sind die Yamaha RD500 aufgrund ihres Handlings und der ausreichenden Motorleistung (die relativ einfach noch deutlich erhöht werden kann) bezogen auf die Fahrleistungen immer noch konkurrenzfähig zu modernen Sportmotorrädern mit Straßenzulassung. Die Maschine war jedoch trotz des prinzipiell einfacheren Zweitakt-Prinzips mit so hohem Aufwand zu bauen, dass dieses Motorkonzept keine Zukunft hatte, zumal verschärfte Abgas- und Lärmemissionsgesetze nicht mehr einzuhalten waren.
Der neueste Zweitakter ist die Yamaha TZR50R. Diese wurde in Deutschland mangels Verkaufserfolg nach nur kurzer Zeit wieder vom Markt genommen. Gerüchte, dass dieser Fahrzeugtyp verboten wurde, weil er in viele Unfälle verwickelt gewesen sein soll, sind falsch, wie auch die gesetzliche Grundlage zum Verbot eines bestimmten Fahrzeugtyps eines Herstellers aufgrund der Unfallhäufigkeit in Deutschland nicht gegeben ist. Dagegen ist das Motorrad in der Schweiz ein Verkaufsschlager und deshalb eines der Motorräder, die am häufigsten auf Schweizer Straßen zu sehen sind.

### Viertakter

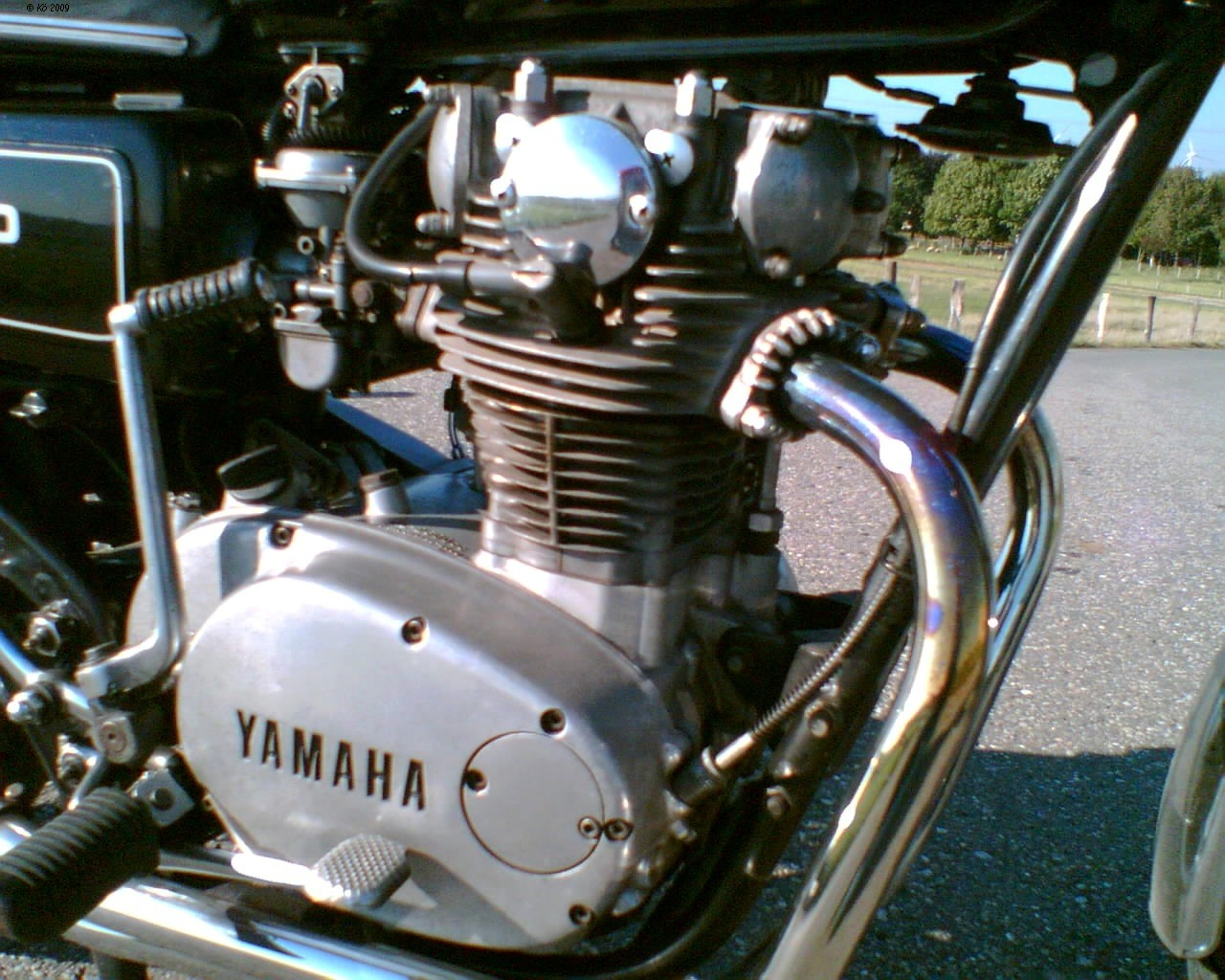
Motor der XS650 von 1978

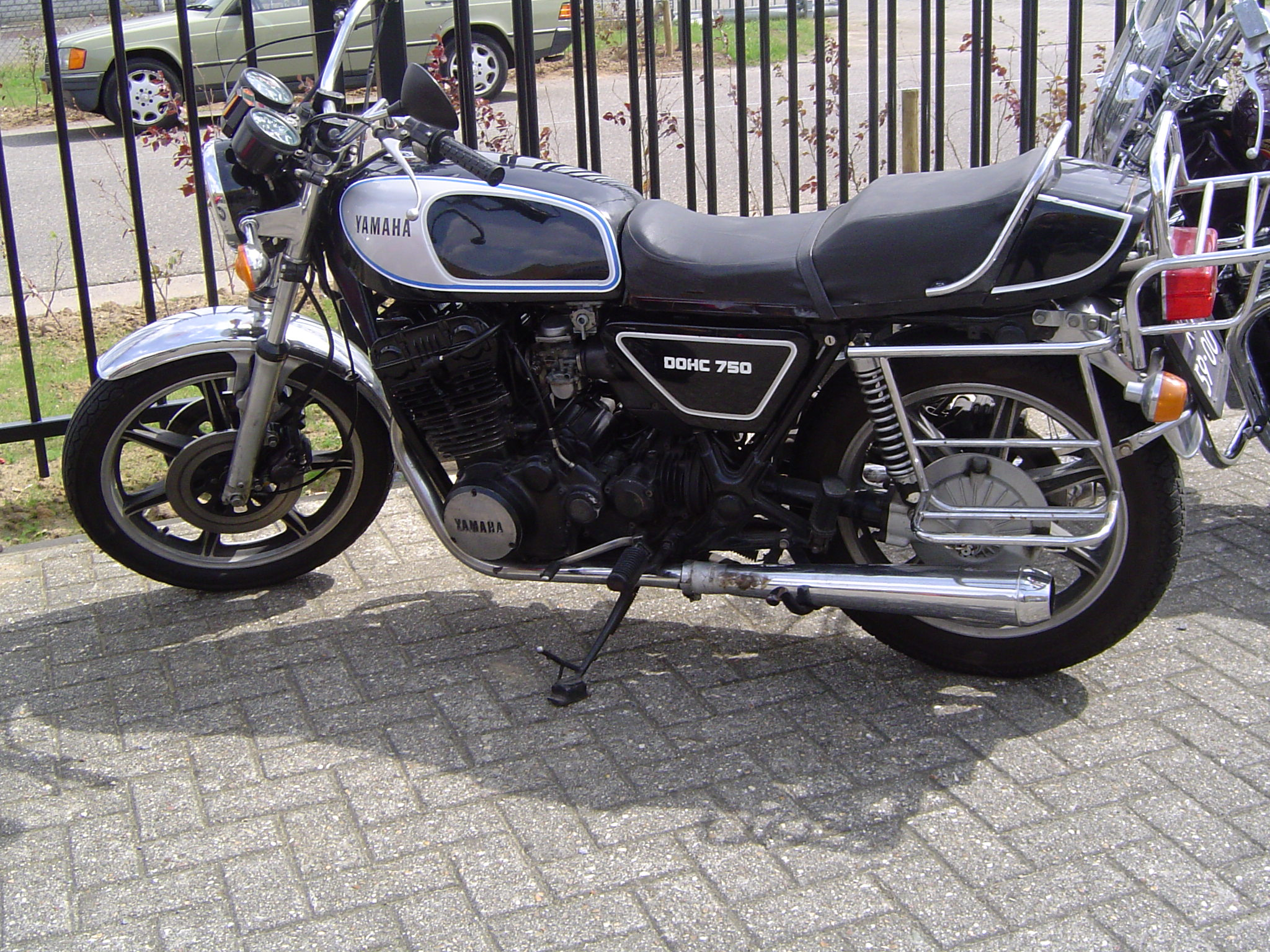
Yamaha XS750 von 1976

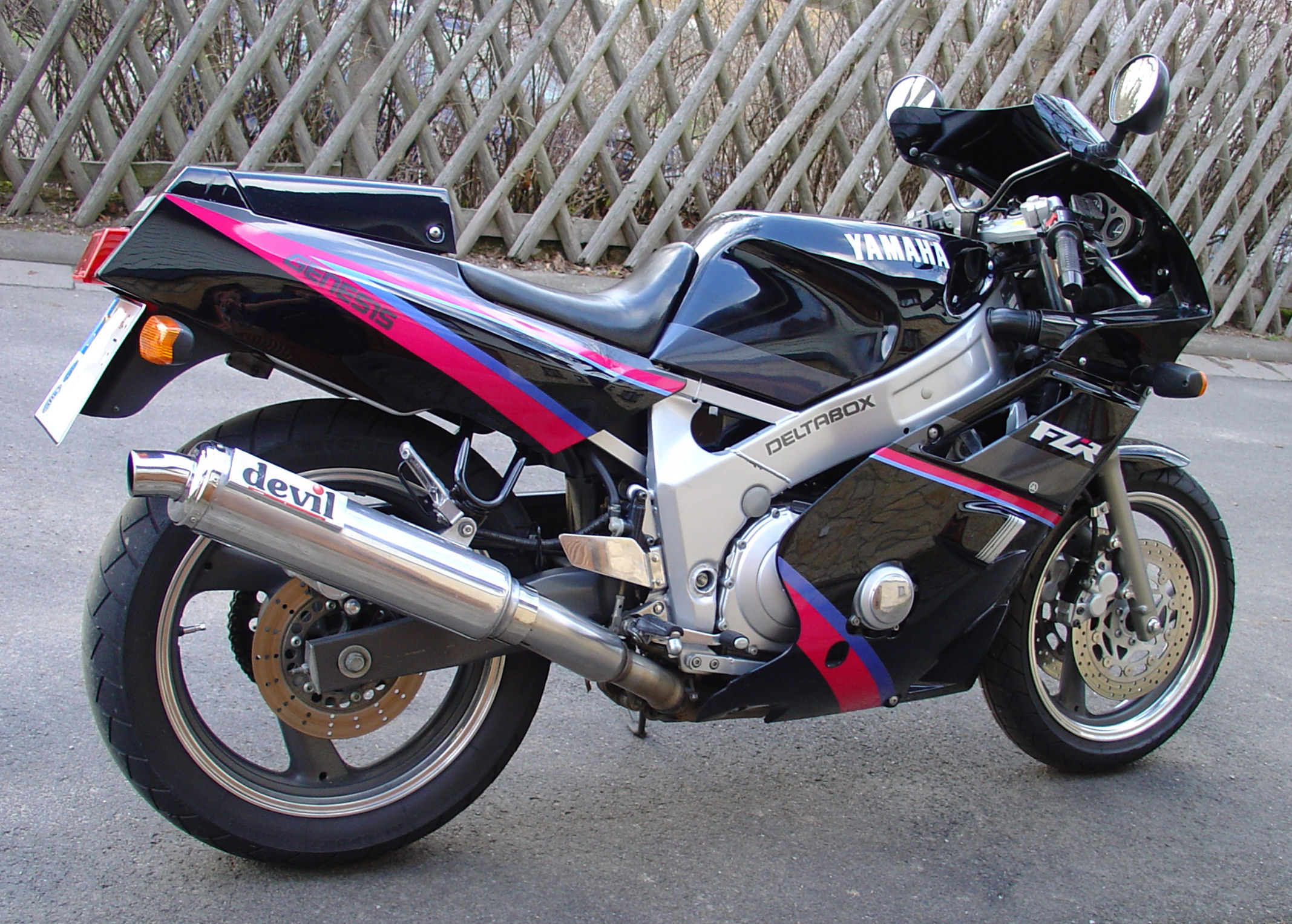
Yamaha FZR600 von 1991, Baureihe 3HE

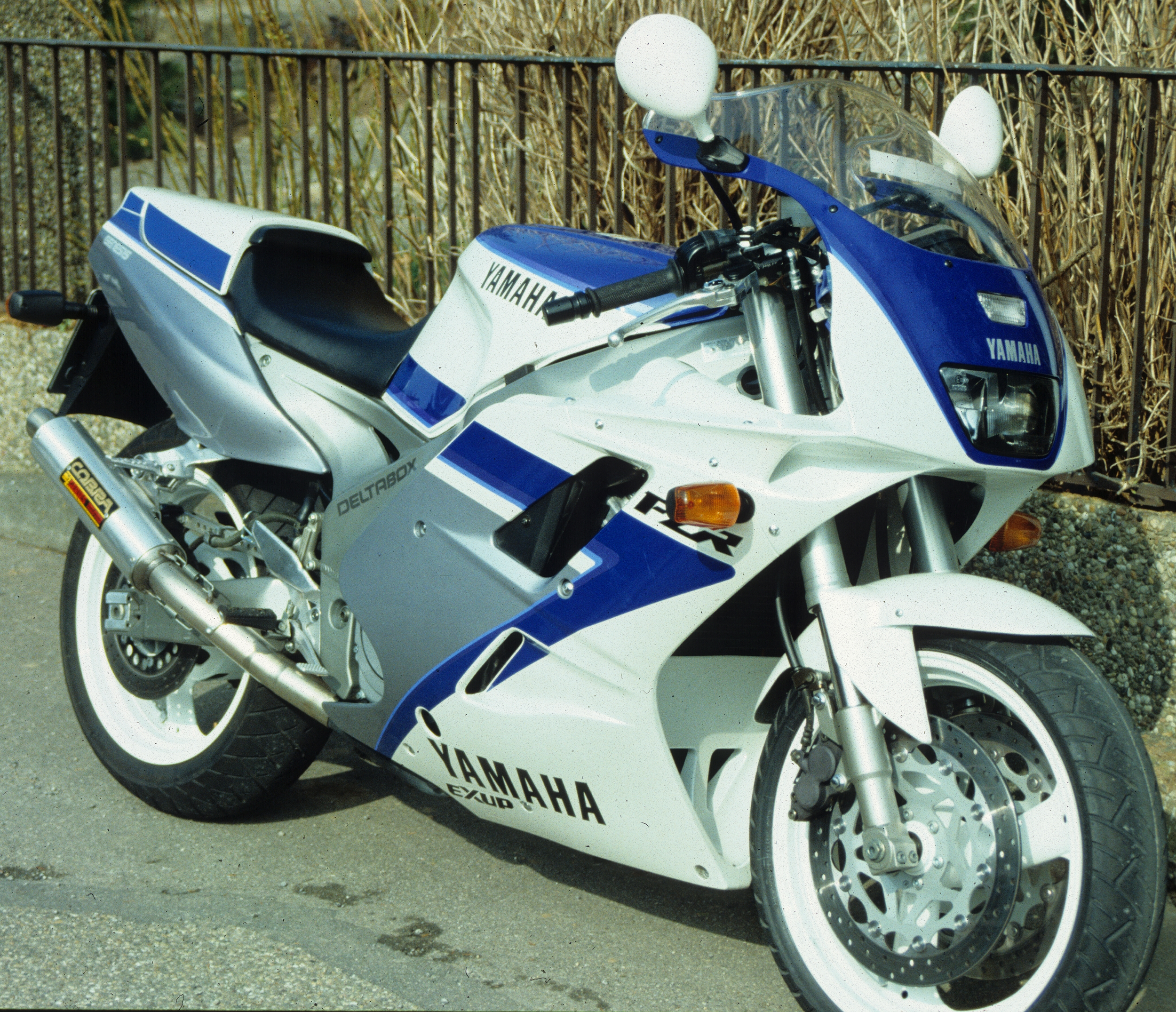
Yamaha FZR1000 EXUP (3LE, bis zu 105 kW / 143 PS)

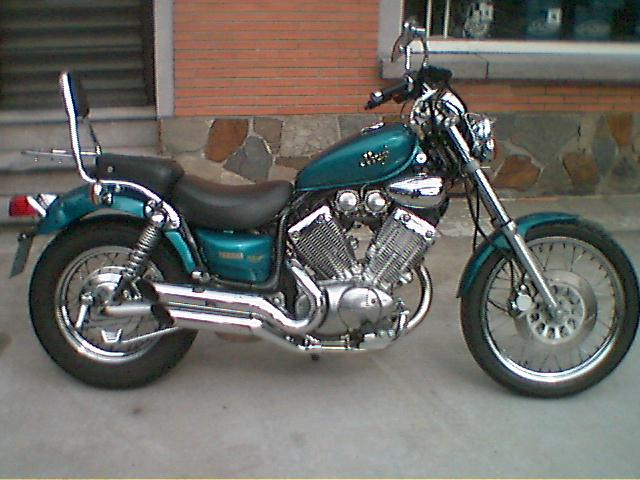
Yamaha XV535 Virago

1969 stellte Yamaha mit der XS 1 eine neue Linie mit Gleichläufer-Motor (Parallel-Twin) auf die Beine. Optisch stark angelehnt an klassische britische Motorräder ist der 650-cm³-Motor jedoch mit einer obenliegenden, kettengetriebenen Nockenwelle (OHC) sowie einem Primärantrieb durch Stirnräder ausgerüstet. Die Weiterentwicklung mündete in der XS 650, welche 1974 in Deutschland erschien und in verschiedenen Varianten bis 1984 gebaut wurde. Sie besaß zunächst 38 (51), später 37 kW (50 PS), war mit einem Elektrostarter ausgerüstet und war wegen ihrer Zuverlässigkeit und ihrer „englischen“ Optik ein Verkaufsrenner.
1972 erschien das Zweizylinder-Modell TX 750, seinerzeit das größte und stärkste Viertakt-Motorrad, das Yamaha anbot – wenn auch nur kurz, denn gegen die alteingesessene Vierzylinder-Honda CB750 Four war die neue Zweizylinder-Maschine trotz des technischen Leckerbissens der zwei kettengetriebenen Ausgleichswellen zur Schwingungstilgung („Omni-Phase-Balancer-System“ – erstmals im Motorradbau) nicht erfolgreich: die Ausgleichswellen-Antriebskette längte sich oft oder riss sogar und verursachte damit einen Motor-Totalschaden. Bei langen Autobahnfahrten wurde das Öl zu heiß, was mit einem nachgerüsteten Ölkühler behoben wurde. Das zwischen den beiden Auspuffrohren vor dem Zylinderkopf befindliche Interferenzrohr führte zu weiteren thermischen Problemen. Wegen der damit für Yamaha verbundenen Garantiearbeiten wurde das Modell bereits 1974 wieder eingestellt.
1973 brachte Yamaha mit der TX 500/XS 500 B ein Viertakt-Motorrad mit zwei Zylindern heraus, das als erstes Serienmotorrad nach dem Zweiten Weltkrieg einen Vierventilmotor besaß. Der thermisch hoch beanspruchte Zylinderkopf erwies sich als nicht ganz unproblematisch. Es wurde in verschiedenen Versionen als XS 500 C/D/E bis 1979 gebaut.
1975 lieferte Yamaha mit der XT 500 das erste Serienmodell einer Enduro, ausgestattet mit einem 500 cm³ Einzylinder-Viertaktmotor. Bis heute erfreut sich diese Maschine großer Beliebtheit. Ein weiterer beliebter Youngtimer ist die SR 500 mit dem fast baugleichen Einzylinder-Motor, die 1978 in Deutschland auf den Markt kam. Sie war eines der beliebtesten Motorräder der 1980er-Jahre. Heute ist sie eine Kultmaschine, und im Kreise der „Youngtimer“ wird auch dieses Modell immer beliebter. Seit 2014 (seit Ende 2016 kein Verkauf mehr in Deutschland) gibt es die SR400 als identische Neuauflage des Klassikers. Unterschiede sind der geringere Hubraum und eine Einspritzanlage. Auch gab es in Deutschland zwei kleine Schwestern: SR250 (1980–1982) und XT250 (1979–1989), welche denselben Einzylinder-Motor mit 250 cm³ nutzten.
Ab 1976 wurde in der Hubraum-Klasse unterhalb von 500 cm³ das Zweizylinder-OHC-Modell XS360 gebaut, das ab 1978 mit vergrößertem Hubraum als XS400 verkauft wurde. Eine Version mit 250 cm³ wurde als XS250 ebenfalls hergestellt. Ab 1983 entstand eine neue XS400, jetzt mit DOHC-Motor. Diese Maschinen werden bis heute aufgrund ihrer einfachen Wartung und ihrer Zuverlässigkeit als preiswerte Einsteiger-Motorräder geschätzt.
Eine große Erfolgsgeschichte wurden die Drei- und Vierzylinder-Modelle der Viertakter-Baureihe XS750, XS850 (Dreizylinder) und XS1100 (Vierzylinder) und 70 kW (95 PS), die Ende der 1970er Jahre herauskamen. Die XS 1100 war bei ihrer Einführung das größte Motorrad der Welt. Diese Motorräder hatten als erste japanische Motorräder einen Kardan-Sekundärantrieb, der mit doppelter Umlenkung an Getriebe-Ausgang und Hinterrad als Entwicklungsauftrag bei Porsche in Weissach entstand.
Yamaha etablierte sich mit diesen Maschinen und den sportlicher orientierten Nachfolger-Vierzylindern (XJ550 und später XJ600S (Diversion) bzw. N mit Ketten- sowie XJ650, XJ750 und XJ900 mit Kardanantrieb) in dem erfolgversprechenden Markt von großen Touren- und Sport-Motorrädern. Ein zwischen 1981 und 1985 angebotenes Tourer-Modell, die TR1 mit vollgekapselter Antriebskette und 981 cm³ großem, quer eingebauten V-Zweizylinder (ähnlich Harley-Davidson), war am Markt weniger erfolgreich. 1984 folgte die Einführung der FJ1100, die eigentlich als Sportmotorrad geplant war und mit Kette ausgerüstet wurde.
Unter der Modellbezeichnung Virago produzierte Yamaha von 1981 bis 2003 mehrere sowohl Kette- als auch Kardan-getriebene Chopper- und Cruiser-Modellbaureihen von 125 bis 1100 cm³ Hubraum. Die Virago-Modelle wurden weltweit in viele Länder exportiert. Die Modellbezeichnung in Deutschland war „XV“ (z. B. XV535, XV1100 etc.), wobei die XV 535 mit über 30.000 abgesetzten Einheiten eines der meistverkauften Motorräder Deutschlands ist.
1993 wurde mit der GTS1000 und der Modellvariante GTS1000A (mit ABS) ein Nachfolger für die FJ-Reihe präsentiert. Die GTS1000 war das erste Großserienmotorrad mit Achsschenkellenkung. In Verbindung mit einer elektronischen Einspritzung, geregeltem 3-Wege-Katalysator und wahlweisem ABS galt die GTS1000 als Technologieträger, der aufgrund des hohen Preises nur begrenzten kommerziellen Erfolg hatte.
Die von 1995 bis 2016 gebaute XJR war lange Zeit das einzige Motorrad der XJ-Baureihe, das ohne Kardanantrieb angeboten wird.
Die Modellreihe FZR repräsentierte ab 1987 die sportliche Seite von Yamaha. Begonnen wurde die Produktion mit der FZR400, der aber schon bald größere Motoren folgten. So gab es weitere Modelle und Motorvarianten, unter anderem FZR 600 (67–74 kW/91–100 PS), FZ 750 (72–85 kW/98–115 PS) und FZR 1000 (2LA, 72–99 kW/98–135 PS)/FZR 1000 (3LE, bis zu 106 kW/146 PS). Diese waren zu dieser Zeit alles Supersportler-Modelle. Es gab aber auch noch die Unverkleideten der FZR-Reihe, zum Beispiel die Yamaha FZX750.
Nachfolger der FZR-Generation waren die YZF600R „Thundercat“, die YZF750R / SP und die YZF1000R „Thunderace“. Die 1000er Thunderace hat den leicht überarbeiteten Motor der FZR1000 (3LE), jedoch mit 107 kW (145 PS).
Mit dem unverkleideten „Muscle Bike“ V-Max schuf Yamaha ein Kultmotorrad, das ab 1984 gebaut wurde. Deren 1200er V4-Motor leistet in der internationalen, „offenen“ Version bis zu 107 kW (145 PS), die lange unübertroffen waren und das Motorrad in puncto Beschleunigung konkurrenzlos machte. Bei hohen Geschwindigkeiten jedoch ist die V-Max im Serientrimm schwer fahrbar, da das Fahrwerk der Motorleistung nicht gewachsen ist und zum Pendeln neigt. Offiziell nach Deutschland importierte Maschinen wurden auf versicherungsgünstige 98 PS gedrosselt. Die freiwillige Beschränkung der Hersteller und Importeure begrenzte die Leistung von in Deutschland verkauften Maschinen seit etwa 1982 offiziell auf 74 kW (100 PS); die Folge einer durch die Honda CBX-1000-Sechszylinder mit 77 kW (105 PS) Ende der 1970er-Jahre ausgelösten Sinndiskussion über immer leistungsstärkere Motorräder. 2009 wurde erstmals mit einer völlig neuen Vmax bei einem Großserienmotorrad die Marke von 147 kW (200 PS) erreicht. Ihr 1680-cm³-Vierzylinder-V-Motor erbrachte diese Leistung bei 9000/min; die Spitzengeschwindigkeit war auf 220 km/h begrenzt.
1998 stellte Yamaha die YZF-R1 vor. Es handelt sich um ein reinrassiges straßenzugelassenes Superbike mit 998 cm³ und 110 kW (150 PS) – bei kompakten Außenmaßen und einem Gewicht im betankten Zustand unter 200 kg. Yamaha zeigte mit dieser Maschine, dass man auch aus vergleichsweise kleinen Motoren hohe Leistungen erzielen kann.
Die FJR1300 ist seit ihrem Erscheinen im Jahre 2001 siebenfacher (Serien)-Sieger bei der Leserwahl „Motorrad des Jahres“ der Zeitschrift MOTORRAD. Sie begründete mit ihren 105,5 kW (143,5 PS) bei 8000/min und einem maximalen Drehmoment von 134,4 Nm bei 7000/min das neue Segment der Leistungstourer innerhalb der Klasse der Tourer.
2010 stellte Yamaha eine neue Reiseenduro vor, die XT1200Z Super Ténéré. Der Zweizylinder-Viertakt-Reihenmotor der neuen Maschine leistet 80,9 kW (110 PS) bei 7250/min und einem maximalen Drehmoment von 114,1 Nm bei 6000/min.

### Star Motorcycles

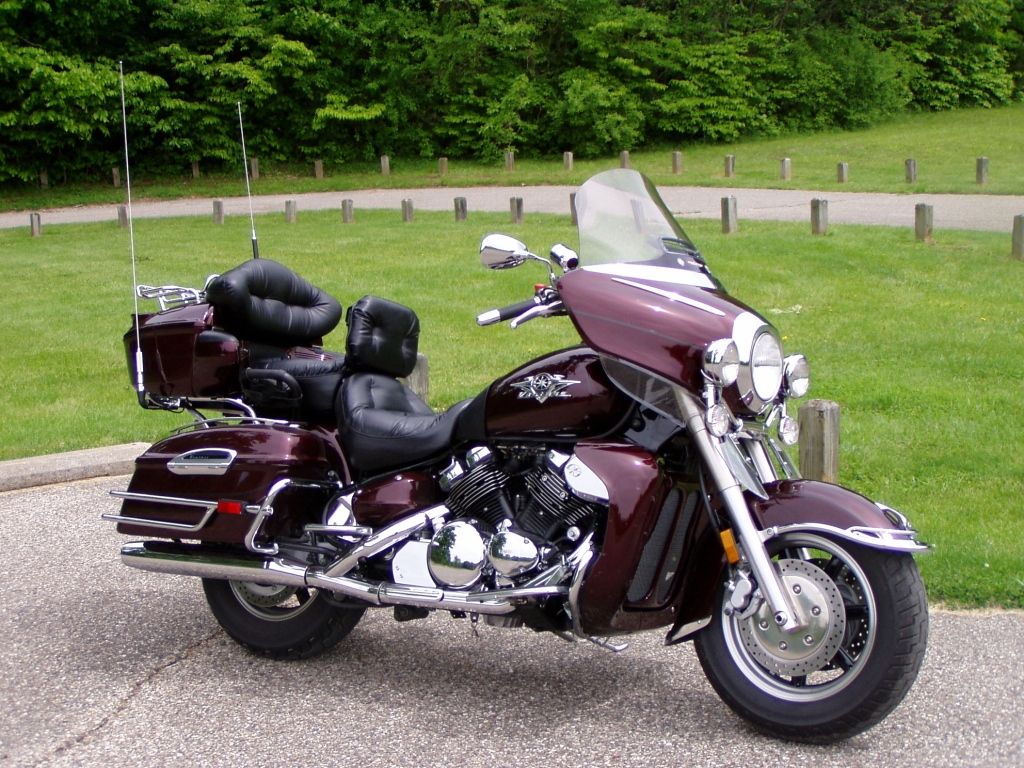
2006 Royal Star Venture

Im Jahr 1994 gab Yamaha die Gründung der Marke Star Motorcycles bekannt, unter der Cruiser mit V2-Motor auf dem amerikanischen Markt vertrieben werden sollten. Im Jahr 2006 wurde Star Motorcycles zu einem eigenen Unternehmen ausgegliedert, wobei Yamaha weiterhin die Produktion und den Vertrieb übernimmt. Der Firmensitz befindet sich in Cypress in Kalifornien. Auch das Design der Motorräder wird in den USA erarbeitet. Alle Modelle basieren auf einem V2-Motor und sind deutlich als Konkurrenz zu Motorrädern von Harley-Davidson positioniert.
Zurzeit (Anfang 2016) werden Modellvarianten basierend auf der XV1900A (Raider, Stratoliner und Roadliner), auf der XV1600 (Road Star), auf der XVS1300 (Stryker und V Star), der XV950 (Bolt und V Star) sowie der XVS650 und XVS250 (V Star) vertrieben.

### Pkw
Auf der Tokyo Motor Show 1983 wurde ein einsitziger Kleinstwagen namens PTX-1 präsentiert, der einen Motor mit 50 cm³ Hubraum hatte, aber nicht in Produktion ging.
Zwischen 1992 und 1993 wurde der Supersportwagen OX 99-11 entwickelt, der ebenfalls nicht in Serienproduktion ging. Ein V12-Motor mit 3500 cm³ Hubraum und 294 kW (400 PS) Leistung trieb die Fahrzeuge an.

## Modellpalette im Geschäftsbereich Mobilität

### Motorräder
Zurzeit (2023) vertreibt Yamaha in Deutschland Modelle mit folgenden Motoren:
| Bauart | Hubraum   | Supersport | Naked Bike | Retro   | Sporttourer    | Reiseenduros | Bemerkung                          |
| ------ | --------- | ---------- | ---------- | ------- | -------------- | ------------ | ---------------------------------- |
| R4     | 998 cm³   | YZF-R 1    | MT-10      |         |                |              |                                    |
| R3     | 847 cm³   |            | MT-09      | XSR 900 | Niken Tracer 9 |              |                                    |
| R2     | 689 cm³   | YZF690     | MT-07      | XSR 700 | Tracer 7       | Ténéré 700   | teilw. A2-Führerschein mit Drossel |
| R4     | 599 cm³   | YZF-R 6    |            |         |                |              |                                    |
| R2     | 321 cm³   | YZF-R 3    | MT-03      |         |                |              | A2-Führerschein                    |
| R1     | 124,7 cm³ | YZF-R 125  | MT-125     | XSR 125 |                |              | Leichtkrafträder                   |

### Motorroller
Zurzeit (2020) vertreibt Yamaha in Deutschland Modelle mit folgenden Motoren:
Es handelt sich alle um flüssigkeitsgekühlte Vier-Takt-Motoren.
| Bauart | Hubraum  | Modelle                       |
| ------ | -------- | ----------------------------- |
| R1     | ~125 cm³ | D'elight Tricity 125 NMAX 125 |
| R1     | 124 cm³  | XMAX 125                      |
| R1     | 292 cm³  | Tricity 300 XMAX 300          |
| R2     | 562 cm³  | TMAX                          |

### Quads

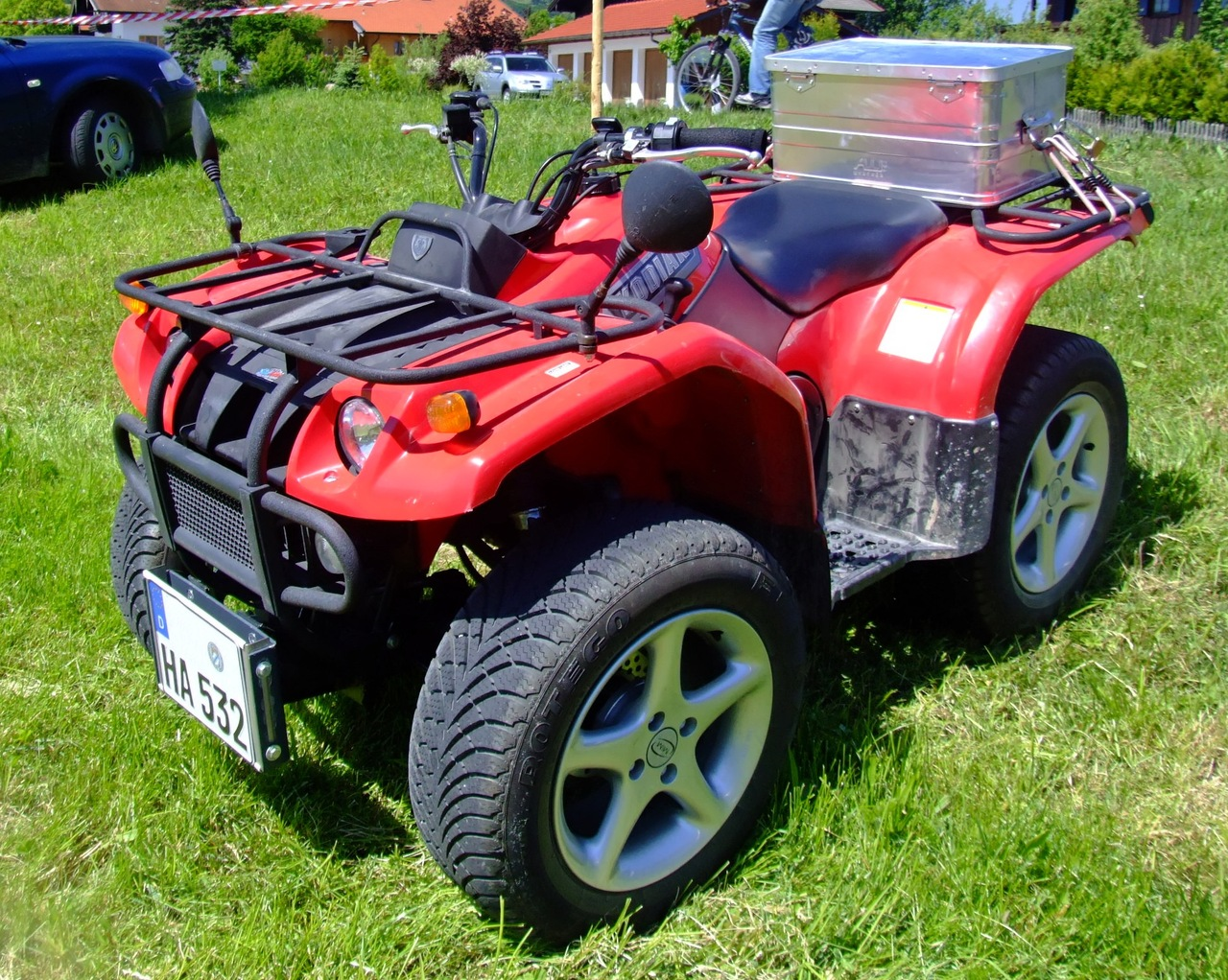
Yamaha Kodiak Ultramatic
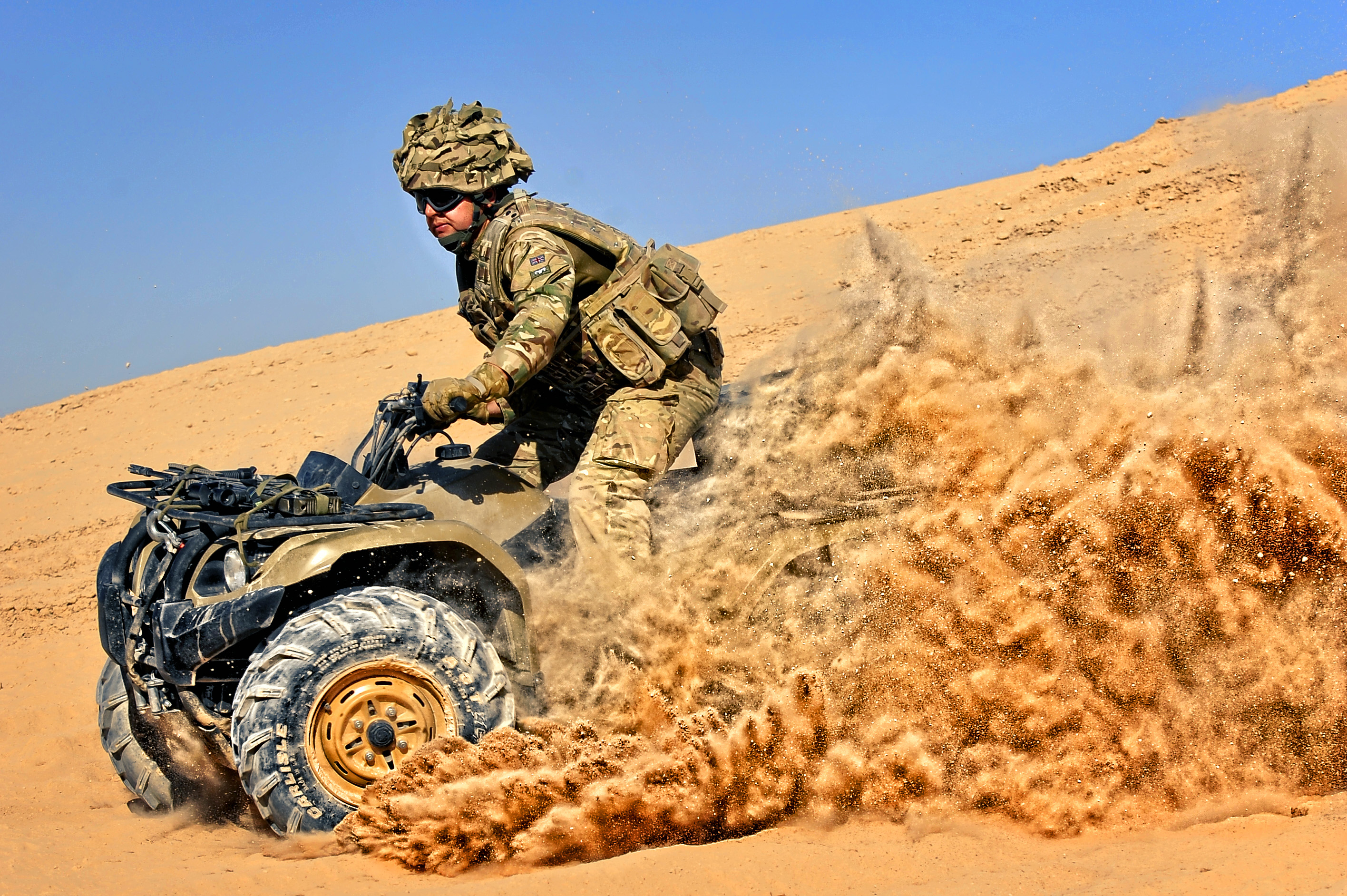
Yamaha Grizzly im Wüsteneinsatz (Afghanistan 2012)

- Quads für die Arbeit (Yamaha Grizzly und Yamaha Kodiak)
  - Grizzly 350 2WD
  - Grizzly 450 IRS/EPS
  - Grizzly 450 EPS, seriennah bei der Bundeswehr im Fuhrpark[15]
  - Grizzly 700 EPS/SE
  - Kodiak 450 EPS/SE
  - Kodiak 700 EPS/SE
- Quads für Sport und Freizeit (Yamaha YFM und Yamaha YFZ)
  - YFZ 50
  - YFM 90 R
  - YFM 350R / SE
  - YFZ 350 / Banshee
  - YFZ 450 R / SE
  - YFM 700 R / SE

Das „R“ am Schluss der Modellbezeichnungen steht für „Raptor“. Dieser Name darf aber aus lizenzrechtlichen Gründen von Yamaha in Deutschland nicht verwendet werden.
- Side-by-Side-Fahrzeuge (Yamaha Wolverine)

### Wassermotorräder
Wassermotorräder werden von Yamaha unter der Bezeichnung Waverunner in drei Baureihen angeboten:
- High Performance-Modelle (FX-Baureihe)
- Kompakt-Modelle (EX- und VX-Baureihe)
- Sport-Modelle (GP 1800 und VXR)

Zusätzlich gibt es das Modell SuperJet für den Einsatz bei Motorsport-Wettbewerben.

### Bootsmotoren

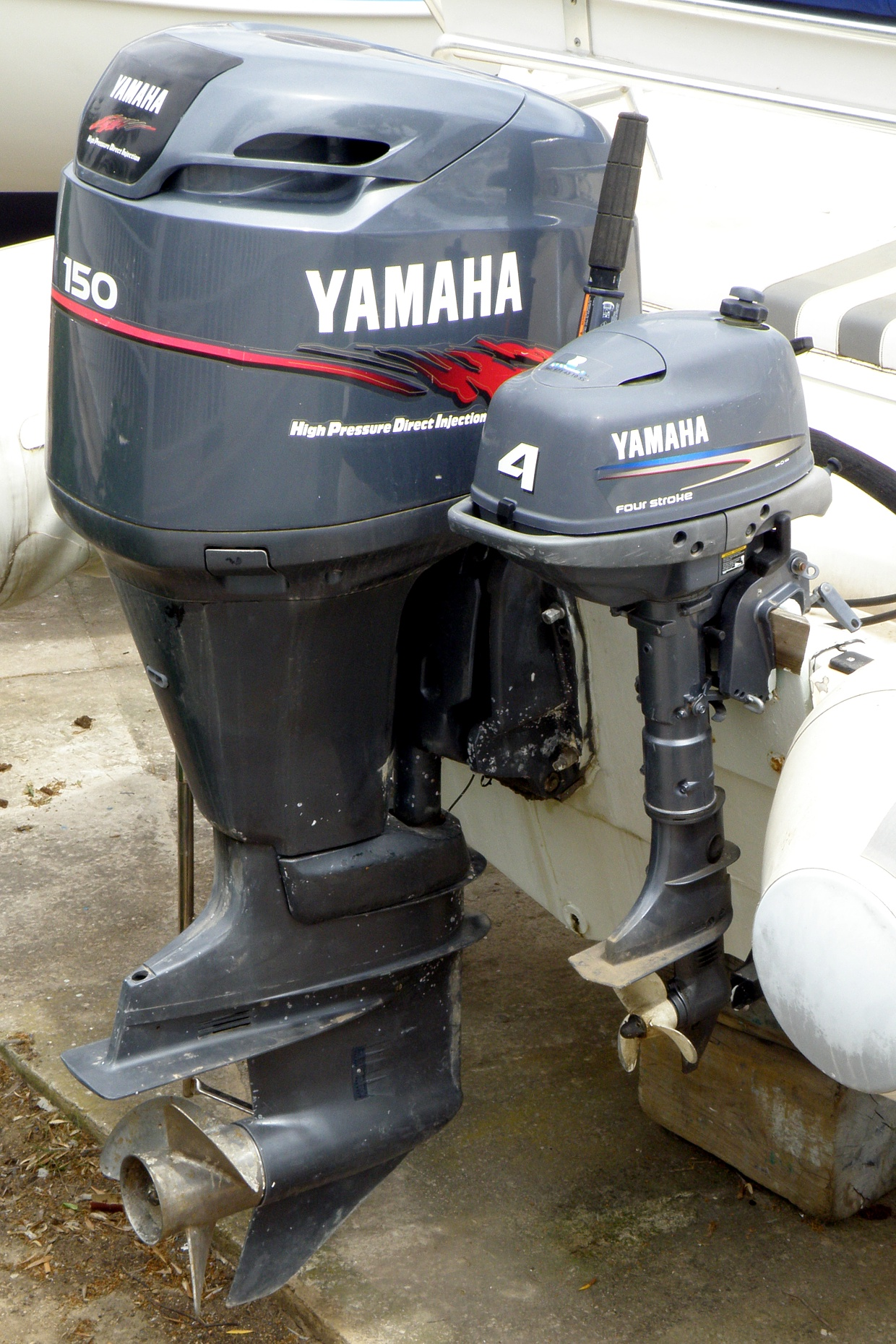
Yamaha-Viertakt-Außenbordmotoren

Seit 1963 bietet Yamaha in Deutschland Außenbordmotoren an. Die beiden ersten Modelle waren luftgekühlte Zweitakt-Einzylindermotore mit einer Leistung von 2,9 bzw. 5,9 kW (4 bzw. 8 PS). Aktuell vertreibt Yamaha Außenborder in Europa nur noch als Viertakter. Im aktuellen Programm ist das ein 1,8-kW/2,5-PS-Motor mit einem Zylinder und 72 cm³ Hubraum, das stärkste Modell (XTO 450hp V8) hat 331 kW (450 PS), acht Zylinder in V-Anordnung und 5600 cm³ Hubraum. Weiterhin sind elektrische Außenbordmotoren mit 13,6 bis 31,8 kW im Yamaha-Marine-Programm. Yamaha stellte auch zeitweise Innenbordmotoren als Diesel- oder Ottomotore und Z-Antriebe her.

### Boote
- Buster-Boote
- Bass Boats (schnelle Angelboote mit Außenbord-Motoren) der Marke „Skeeter“[20]
- Schlauchboote werden unter den Namen YAM und Ribey angeboten. Anhand der Typenbezeichnung erkennt man die Länge in Zentimetern.

### Sonstiges
- Schneemobile
- Golfcars
- zweisitzige Offroad-Fahrzeuge
- Antriebe für E-Bikes[21]

## Industrieprodukte
In diesen Bereich fallen seit den 1980er Jahren Kleinmotoren. Im Februar 2025 gründete Yamaha Motor Co., Ltd. die Yamaha Agriculture, Inc. zur Entwicklung und Bereitstellung von Lösungen für die Automatisierung von landwirtschaftlichen Prozessen und das digitale Erntemanagement. Gleichzeitig akquirierte das neue Unternehmen das auf Agrarroboter für Dauerkulturen spezialisierte neuseeländische Start-up Robotics Plus und das australische Start-up The Yield Technology Solutions, das auf die Analyse von Agrardaten spezialisiert ist.

## Motorsport

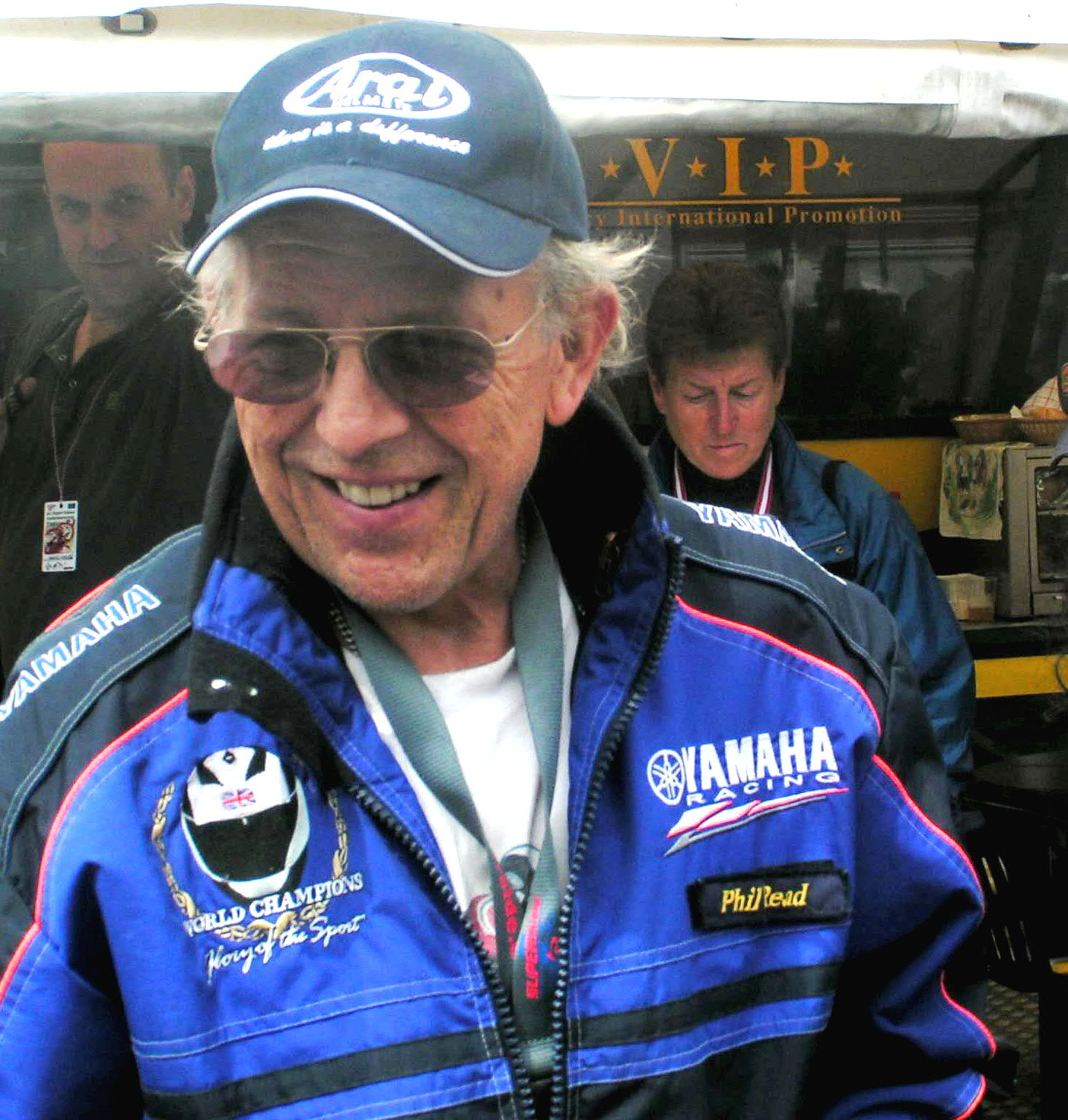
Phil Read – mit fünf Titeln Rekordweltmeister für Yamaha

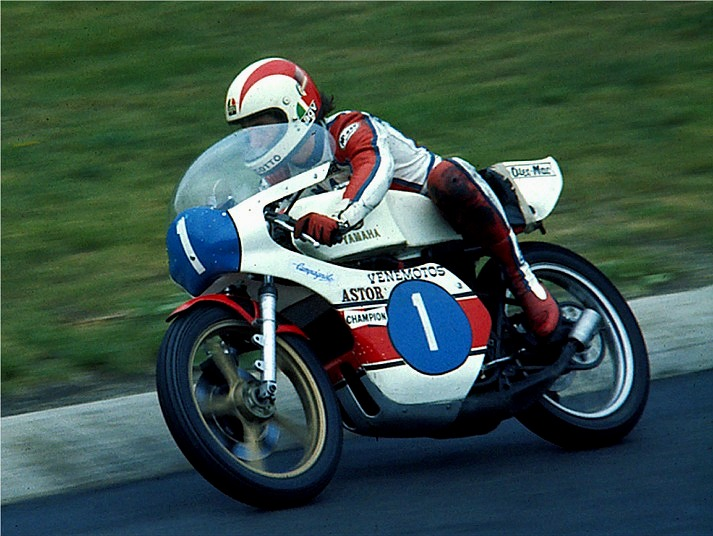
Johnny Cecotto 197 auf dem Nürburgring

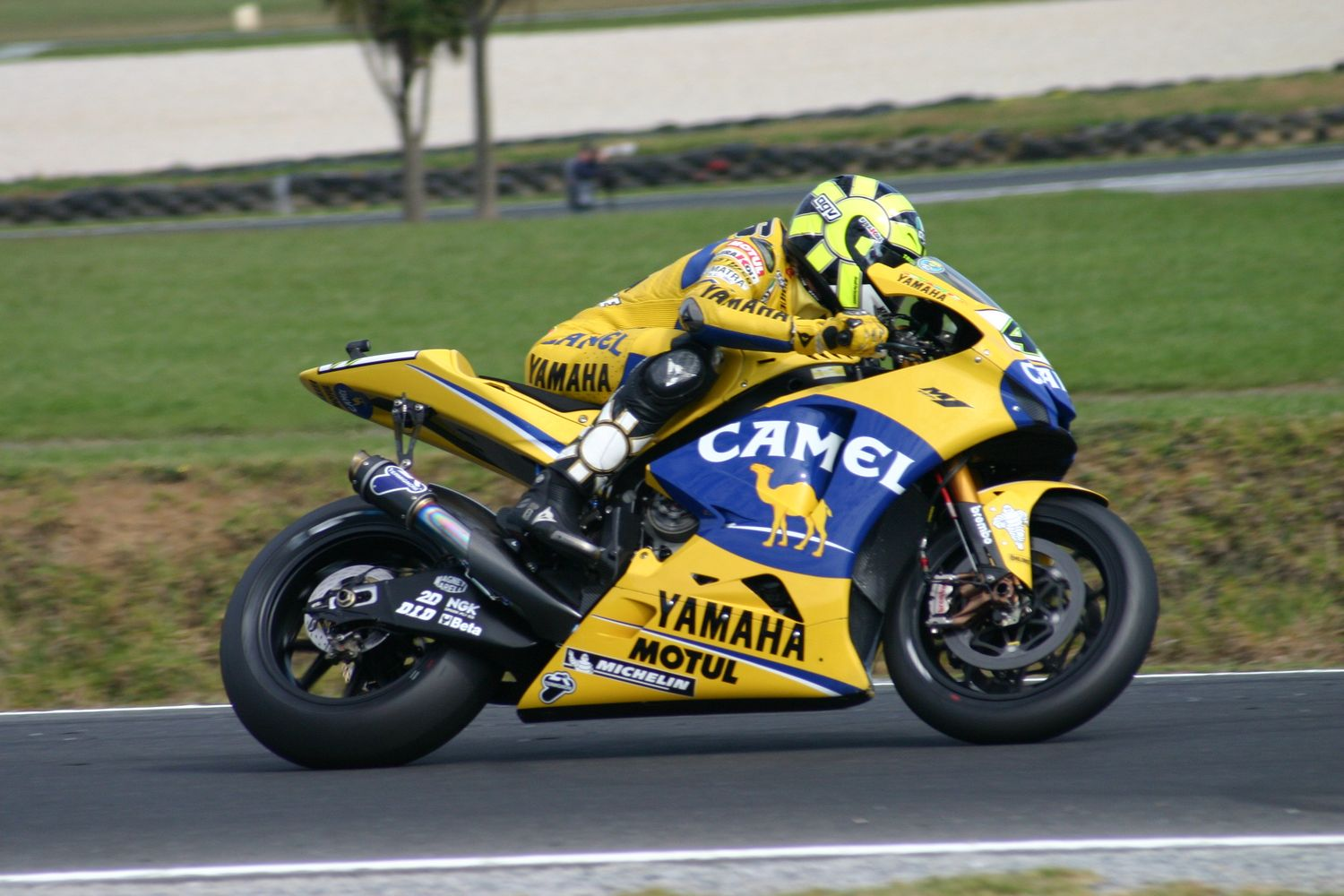
Valentino Rossi 2006 auf der MotoGP-Maschine YZR-M1

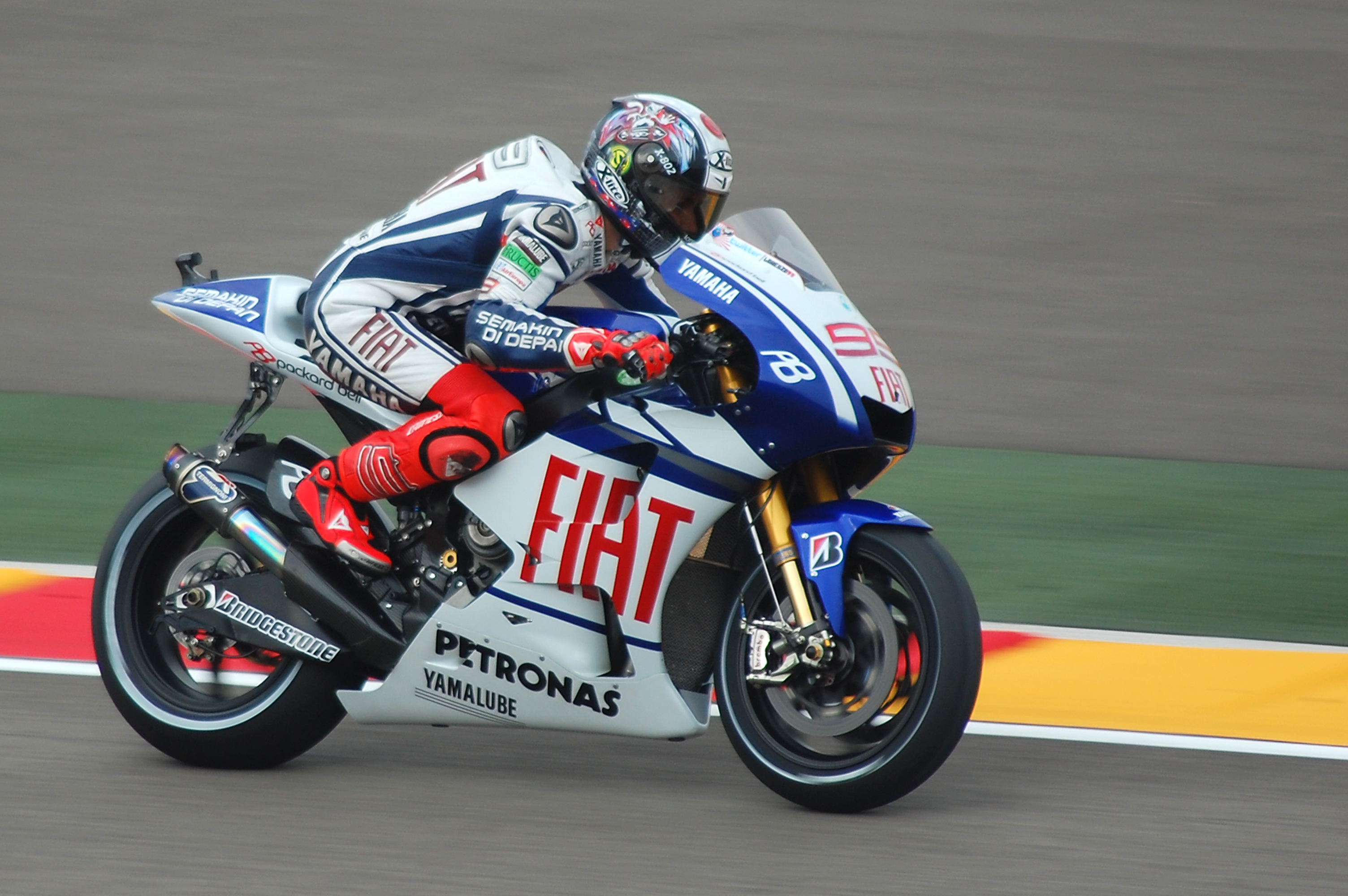
Jorge Lorenzo – MotoGP-Weltmeister 2010

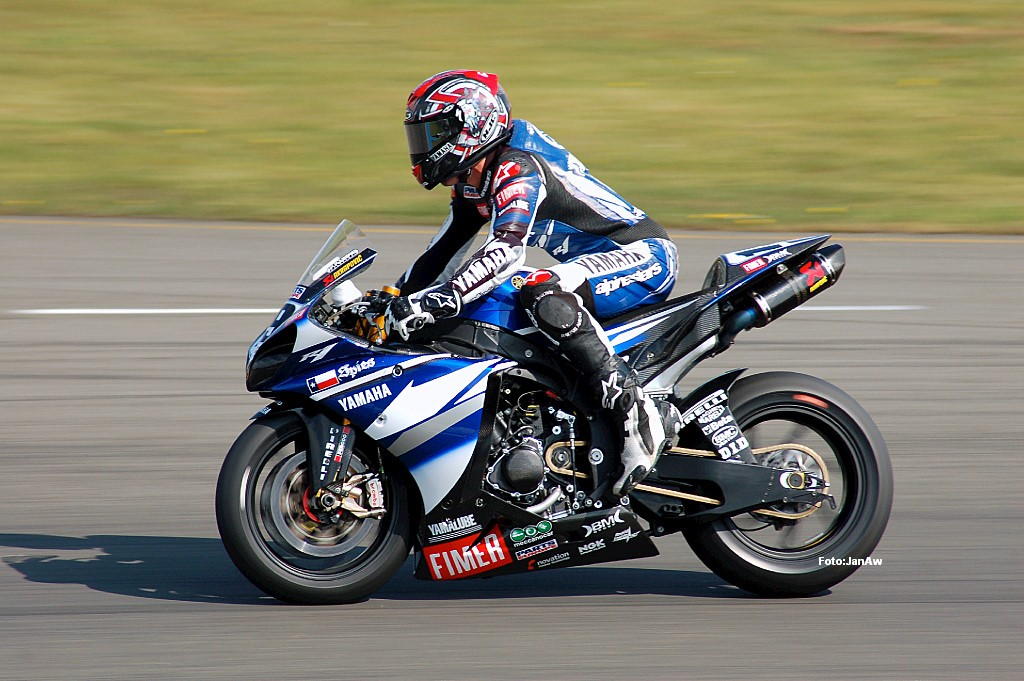
Ben Spies – Superbike-Weltmeister 2009

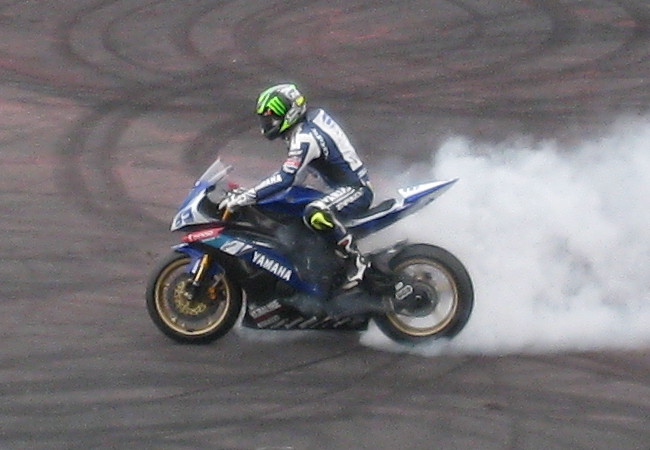
Cal Crutchlow – Supersport-Weltmeister 2009

### Motorrad-Weltmeisterschaft
Insgesamt konnte Yamaha bisher 37 Fahrer- und 38 Konstrukteurs-Weltmeistertitel in der Motorrad-Weltmeisterschaft einfahren.
Fahrertitel:
 Phil Read (5)
- Weltmeister in der 125-cm³-Klasse: 1968
- Weltmeister in der 250-cm³-Klasse: 1964, 1965, 1968, 1971

 Valentino Rossi (4)
- Weltmeister in der MotoGP-Klasse: 2004, 2005, 2008, 2009

 Eddie Lawson (3)
- Weltmeister in der 500-cm³-Klasse: 1984, 1986, 1988

 Jorge Lorenzo (3)
- Weltmeister in der MotoGP-Klasse: 2010, 2012, 2015

 Wayne Rainey (3)
- Weltmeister in der 500-cm³-Klasse: 1990, 1991, 1992

 Kent Andersson (2)
- Weltmeister in der 125-cm³-Klasse: 1973, 1974

 Giacomo Agostini (2)
- Weltmeister in der 350-cm³-Klasse: 1974
- Weltmeister in der 500-cm³-Klasse: 1975

 Carlos Lavado (2)
- Weltmeister in der 250-cm³-Klasse: 1983, 1986

 Kenny Roberts senior (2)
- Weltmeister in der 500-cm³-Klasse: 1978, 1979

 Bill Ivy (1)
- Weltmeister in der 125-cm³-Klasse: 1967

 Rodney Gould (1)
- Weltmeister in der 250-cm³-Klasse: 1970

 Jarno Saarinen (1)
- Weltmeister in der 250-cm³-Klasse: 1972

 Dieter Braun (1)
- Weltmeister in der 250-cm³-Klasse: 1973

 Johnny Cecotto (1)
- Weltmeister in der 350-cm³-Klasse: 1975

 Takazumi Katayama (1)
- Weltmeister in der 350-cm³-Klasse: 1977

 Jean-Louis Tournadre (1)
- Weltmeister in der 250-cm³-Klasse: 1982

 Christian Sarron (1)
- Weltmeister in der 250-cm³-Klasse: 1984

 John Kocinski (1)
- Weltmeister in der 250-cm³-Klasse: 1990

 Tetsuya Harada (1)
- Weltmeister in der 250-cm³-Klasse: 1993

 Olivier Jacque (1)
- Weltmeister in der 250-cm³-Klasse: 2000

 Fabio Quartararo (1)
- Weltmeister in der MotoGP-Klasse: 2021

### Superbike-Weltmeisterschaft
Insgesamt konnte Yamaha bisher zwei Fahrer- und einen Konstrukteurs-Weltmeistertitel in der Superbike-Weltmeisterschaft einfahren.
Fahrertitel:
 Ben Spies (1)
- Superbike-Weltmeister: 2009

 Toprak Razgatlıoğlu (1)
- Superbike-Weltmeister: 2021

### Supersport-Weltmeisterschaft
Insgesamt konnte Yamaha bisher acht Fahrer- und sieben Konstrukteurs-Weltmeistertitel in der Supersport-Weltmeisterschaft einfahren.
Fahrertitel:
 Jörg Teuchert (1)
- Supersport-Weltmeister: 2000

 Cal Crutchlow (1)
- Supersport-Weltmeister: 2009

 Chaz Davies (1)
- Supersport-Weltmeister: 2011

 Sam Lowes (1)
- Supersport-Weltmeister: 2013

 Lucas Mahias (1)
- Supersport-Weltmeister: 2017

 Sandro Cortese (1)
- Supersport-Weltmeister: 2018

 Randy Krummenacher (1)
- Supersport-Weltmeister: 2019

 Andrea Locatelli (1)
- Supersport-Weltmeister: 2020

 Dominique Aegerter (1)
- Supersport-Weltmeister: 2021

### Konstrukteurs-WM-Ergebnisse

#### Motorrad-Weltmeisterschaft

##### 500-cm³-Klasse
- 1997 – Zweiter
- 1998 – Zweiter
- 1999 – Zweiter
- 2000 – Weltmeister
- 2001 – Zweiter

##### MotoGP
- 2002 – Zweiter
- 2003 – Dritter
- 2004 – Zweiter
- 2005 – Weltmeister
- 2006 – Zweiter
- 2007 – Dritter
- 2008 – Weltmeister
- 2009 – Weltmeister
- 2010 – Weltmeister
- 2011 – Zweiter
- 2012 – Zweiter
- 2013 – Zweiter
- 2014 – Zweiter
- 2015 – Weltmeister
- 2016 – Zweiter
- 2017 – Zweiter
- 2018 – Dritter
- 2019 – Dritter
- 2020 – Zweiter
- 2021 – Weltmeister
- 2022 – Zweiter

##### 250-cm³-Klasse
- 1997 – Vierter
- 1998 – Dritter
- 1999 – Dritter
- 2000 – Weltmeister
- 2001 – Dritter
- 2002 – Dritter
- 2003 – Dritter
- 2004 – Dritter
- 2006 – Fünfter
- 2008 – Fünfter
- 2009 – Vierter

##### 125-cm³-Klasse
- 1997 – Dritter
- 1998 – Dritter
- 1999 – Vierter
- 2000 – Fünfter
- 2004 – Siebter

#### Superbike-Weltmeisterschaft
- 1988 – Dritter
- 1989 – Zweiter
- 1990 – Dritter
- 1991 – Zweiter
- 1992 – Dritter
- 1993 – Dritter
- 1994 – Vierter
- 1995 – Vierter
- 1996 – Vierter
- 1997 – Vierter
- 1998 – Dritter
- 1999 – Fünfter
- 2000 – Dritter
- 2001 – Sechster
- 2002 – Siebter
- 2003 – Fünfter
- 2004 – Sechster
- 2005 – Vierter
- 2006 – Dritter
- 2007 – Weltmeister
- 2008 – Zweiter
- 2009 – Zweiter
- 2010 – Vierter
- 2011 – Zweiter
- 2016 – Fünfter
- 2017 – Dritter
- 2018 – Dritter
- 2019 – Dritter
- 2020 – Dritter

#### Supersport-Weltmeisterschaft
- 1999 – Weltmeister
- 2000 – Weltmeister
- 2001 – Weltmeister
- 2002 – Dritter
- 2003 – Dritter
- 2004 – Zweiter
- 2005 – Zweiter
- 2006 – Zweiter
- 2007 – Zweiter
- 2008 – Zweiter
- 2009 – Zweiter
- 2010 – Vierter
- 2011 – Weltmeister
- 2012 – Vierter
- 2013 – Zweiter
- 2014 – Vierter
- 2015 – Vierter
- 2016 – Vierter
- 2017 – Weltmeister
- 2018 – Weltmeister
- 2019 – Weltmeister
- 2020 – Weltmeister
- 2021 – Weltmeister

##### Supersport-300-Weltmeisterschaft
- 2017 – Weltmeister
- 2018 – Zweiter
- 2019 – Zweiter
- 2020 – Zweiter
- 2021 – Sechster

### Motorrad-Geschwindigkeitsrekord
Don Vesco erzielte auf mit Yamaha-Motoren ausgestatteten Stromlinienmaschinen 1970 (Big Red, 405 km/h) und 1975 (Silver Bird, 487 km/h) den Motorrad-Geschwindigkeitsrekord.

### Rennbootsport
Yamaha Außenbordmotoren (2-Takter) werden im Rennbootsport hauptsächlich in der Klasse bis 850 cm³ eingesetzt. In dieser Formel 4 gewannen Fahrer mit Yamaha-Motoren in der Zeit von 1999 bis 2009 sechs Welt- und vier Europameistertitel. Anfang der 1990er Jahre waren auch in der Klasse der Dreikantfeilen bis 400 cm³ Fahrer mit Yamaha-Außenbordern am Start. Sie gewannen drei Welt- und zwei Europameistertitel.

### Formel 1
Von 1989 bis 1997 beteiligte sich Yamaha als Motorenlieferant an der Formel 1. Das Unternehmen rüstete in dieser Zeit jeweils ein Team exklusiv aus, das die Motoren kostenfrei erhielt. Anfänglich wurden die Motoren in Japan konstruiert, später erhielt Yamaha Unterstützung durch den britischen Motorenhersteller Engine Developments („Judd“). In acht Jahren fuhren Autos mit Yamaha-Motoren 36 Weltmeisterschaftspunkte ein. Das beste Einzelergebnis war der zweite Platz beim Großen Preis von Ungarn 1997 (Damon Hill auf Arrows), die beste Saison war 1994, als Tyrrell-Yamaha 13 Weltmeisterschaftspunkte einfuhr.

#### Zakspeed

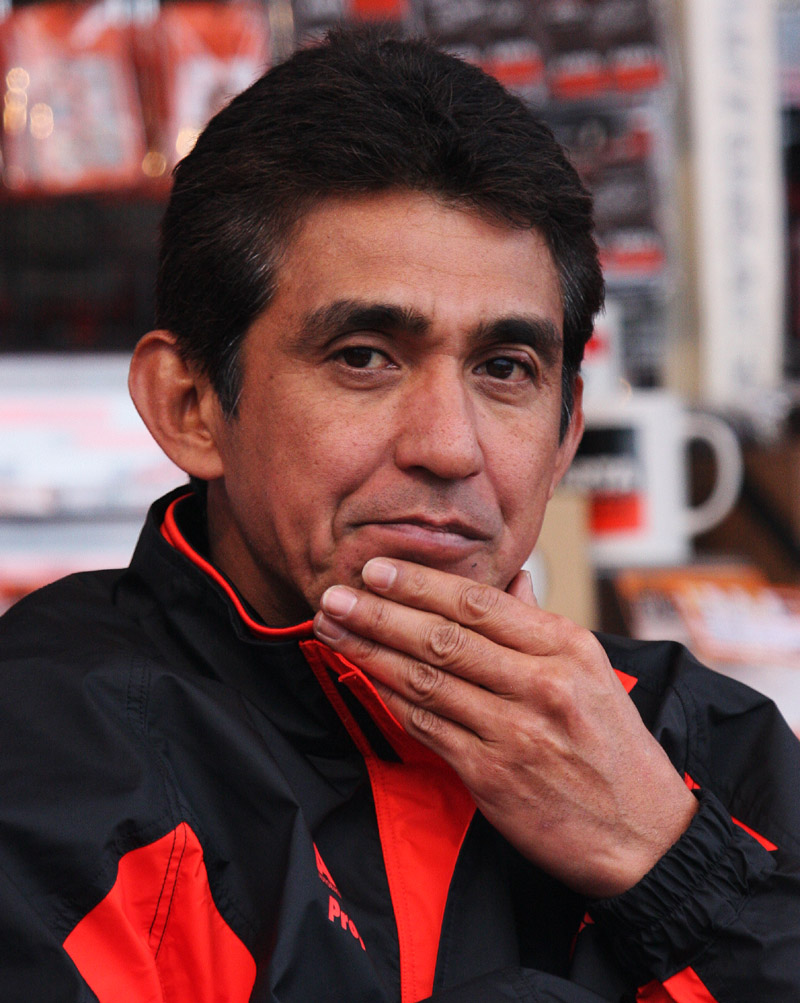
Keine einzige Qualifikation mit Yamaha in der Formel 1: Aguri Suzuki

Nachdem Yamaha bereits einige Jahre Motoren für die japanische Serie der Formel 2 hergestellt hatte, wandte sich das Unternehmen mit Beginn der sogenannten neuen Saugmotorära 1989 der Formel 1 zu. Erstes Kundenteam wurde der deutsche Rennstall Zakspeed, der von 1985 bis 1988 selbst konstruierte Turbomotoren an den Start gebracht hatte, im Bau von Saugmotoren aber keine eigene Expertise vorweisen konnte und daher nun einen Motorenpartner suchte. Yamaha konstruierte einen Achtzylindermotor mit 3,5 Litern Hubraum und einer Leistung von 427 kW (580 PS). Damit war er das schwächste Triebwerk, das 1989 verwendet wurde. Das Triebwerk, das Yamaha im Nachhinein als „Hobby einiger Enthusiasten“ bezeichnete, erwies er sich als unausgereift und unzuverlässig, und die Yamaha-Techniker waren mit der vergleichsweise anspruchsvollen Technik überfordert. Der Zahnriemen und die dadurch bedingte Anfälligkeit auf Lastenwechsel waren ursächlich für zahlreiche Motorschäden, die häufig zu Ausfällen bereits im Training führten.
Die Ergebnisse der Bemühungen waren ernüchternd. Zakspeeds Pilot Bernd Schneider konnte sich 1989 nur für zwei von 16 Rennen qualifizieren und schied dann jeweils mit technischem Defekt aus. Sein Teamkollege Aguri Suzuki verpasste bei jedem Versuch die Qualifikation. Zakspeed war damit nach EuroBrun Racing das schlechteste Team der Saison 1989. Yamaha war zwar bereit, das deutsche Team auch 1990 kostenlos mit Motoren zu beliefern. Zakspeed gelang es jedoch nicht, Sponsoren für ein weiteres Formel-1-Jahr zu verpflichten. Im Februar 1990 erklärte Teamchef Erich Zakowski daher nach fünf Jahren den Rückzug seines Rennstalls aus der Formel 1.

#### Brabham
1990 fand Yamaha kein Partner-Team in der Formel 1. 1991 kam eine Allianz mit dem britischen Team Brabham zustande, das finanziell angeschlagen war. Brabham erhielt gänzlich neu konstruierte Zwölfzylindertriebwerke, die erneut kostenlos bereitgestellt wurden. Martin Brundle brachte den bei den ersten beiden Rennen des Jahres eingesetzten Brabham BT59Y sowie den neu konstruierten BT60Y neunmal ins Ziel; sein bestes Ergebnis war der fünfte Platz beim Heimrennen des Motorenherstellers, dem Großen Preis von Japan. Mark Blundell, sein Teamkollege, erreichte fünf Zielankünfte, darunter einen sechsten Platz in Belgien. Im Laufe der Saison verbesserte das Team die Leistung, so dass beide Fahrer regelmäßig zum vorderen Mittelfeld gehörten. Allerdings sorgten finanzielle Schwierigkeiten zunehmend für Probleme. So konnten Defekte nur noch unzureichend repariert werden, vermeidbare Ausfälle sowie vereinzelte Schwierigkeiten mit der Qualifikation bzw. Vorqualifikation waren die Folge. Brabham-Yamaha beendete die Saison mit drei Punkten als Zehnter der Konstrukteursmeisterschaft.

#### Jordan Grand Prix

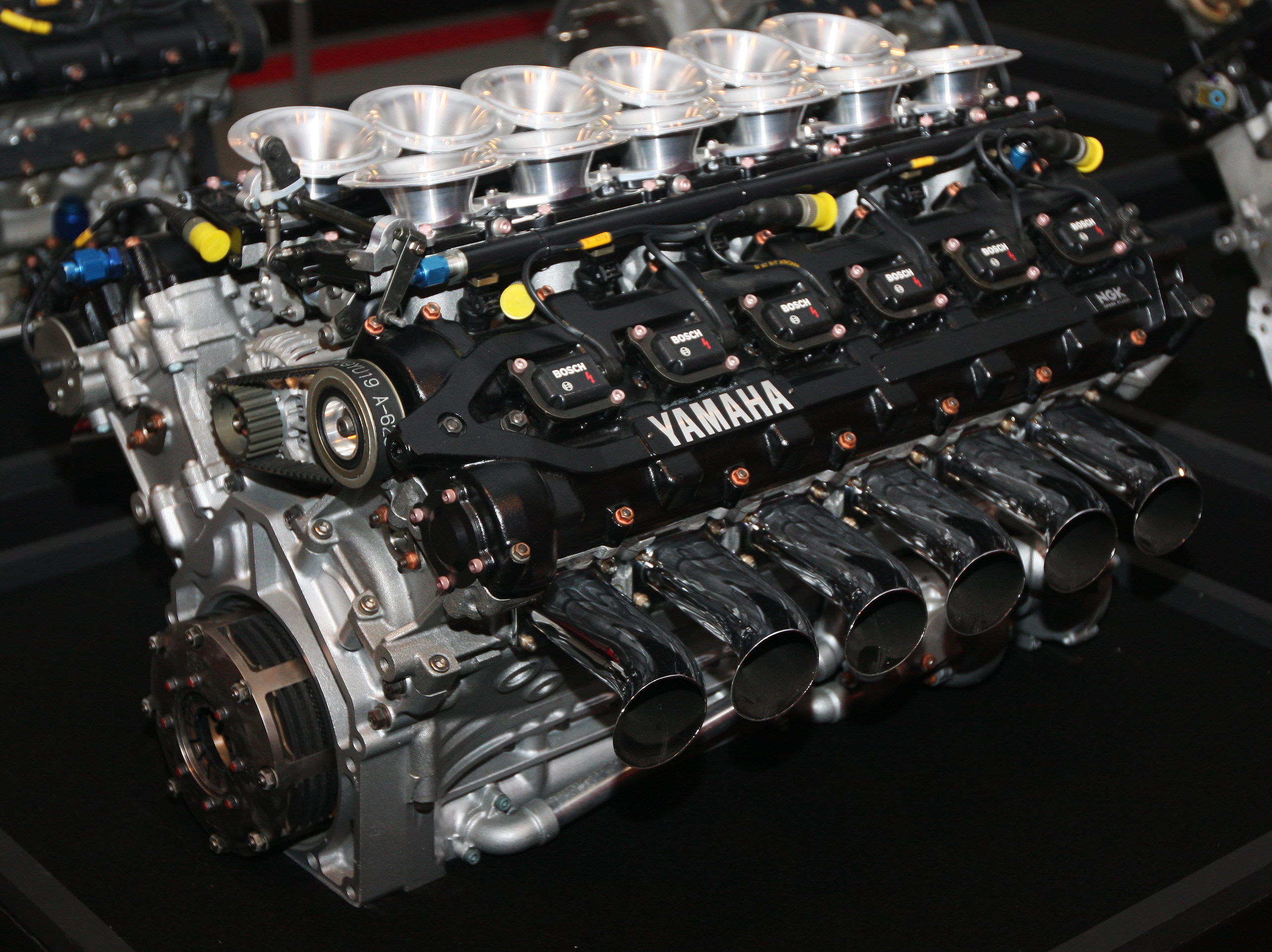
Yamaha OX99 Zwölfzylinder

1992 vergab Yamaha den Motor an das im Jahr zuvor neu gestartete Team Jordan Grand Prix, das technisch besser aufgestellt zu sein schien und bessere Ergebnisse erwarten ließ als Brabham. Jordan hatte sich allerdings in seiner Debütsaison finanziell stark beansprucht und konnte sich 1992 nur wenig Entwicklungsarbeit leisten, weshalb das eingesetzte Fahrzeug, der Jordan 192, im Wesentlichen eine bloße Anpassung des Vorjahresfahrzeugs an den neuen Motor war. Das Auto litt an mangelnder Zuverlässigkeit; zudem war die Qualifikation nie sicher. Maurício Gugelmin kam nur fünfmal ins Ziel – jeweils außerhalb der Punkteränge –, und der als Spitzenfahrer verpflichtete Stefano Modena fiel in den ersten elf Rennen des Jahres regelmäßig mit technischen Defekten aus. Viermal scheiterte er in der Qualifikation. Mit seinem sechsten Platz beim Großen Preis von Australien sicherte er seinem Team den einzigen Meisterschaftspunkt des Jahres.
Gary Anderson, der Chefkonstrukteur von Jordan, zeigte sich im Nachhinein kritisch gegenüber dem Yamaha-Zwölfzylinder. Nach seiner Ansicht hätten die Yamaha-Ingenieure die an einen Rennsport-Motor gestellten Anforderungen nie richtig erfasst. Der Yamaha OX99 hätte deshalb – neben den schon genannten Defiziten bei Gewicht und Leistung – ständig Probleme mit Überhitzung gehabt, was unverhältnismäßig große Kühler erforderlich gemacht hätte. Stefano Modena wurde zur Leistung des OX99 mit den Worten zitiert, man habe den Jordan 192 zum Stehen bringen können, indem man einen Finger vor die Fahrzeugnase gehalten hätte.

#### Allianz mit Judd und Tyrrell
1993 nahm Yamaha eine Neuausrichtung des Formel-1-Engagements vor. Anstelle häufiger Wechsel der Partner-Teams verband sich Yamaha nunmehr langfristig – d. h. für zunächst vier Jahre – mit dem traditionsreichen britischen Rennstall Tyrrell. Dadurch sollte eine kontinuierliche Weiterentwicklung ermöglicht werden. Zudem kooperierte Yamaha nun mit Engine Developments, einem britischen Motorenhersteller, der bislang unter dem Namen „Judd“ (nach seinem Gründer John Judd) Triebwerke für die Formel 1 produziert hatte. Der Yamaha-Motor für die Saison 1993 war ein Zehnzylinderaggregat, das technisch auf dem Judd GV-Motor von 1991 basierte. Engine Developments war für den Aufbau und die Wartung der Motoren verantwortlich und betreute die Triebwerke an der Rennstrecke.

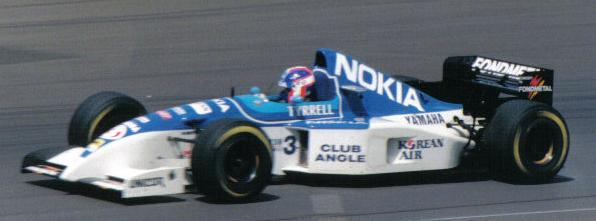
Ukyo Katayama im Tyrrell 023-Yamaha von 1995

Die Allianz mit Tyrrell war im ersten Jahr erfolglos: Mit problematischen, teilweise veralteten Autos fuhr das Team 1993 keinen einzigen Weltmeisterschaftspunkt ein. Im Folgejahr allerdings gab es bereits 13 Weltmeisterschaftspunkte und mit dem dritten Platz Mark Blundells beim Großen Preis von Spanien die erste Podiumspositionierung für einen Fahrer mit Yamaha-Motor. Für die Saison 1995 galt Tyrrell-Yamaha daraufhin als Geheimtipp, und erstmals seit langem hatte das Team mit Nokia, die ihren neu zum Team gekommenen Landsmann Mika Salo unterstützten, wieder einen großen, zahlungskräftigen Sponsor. Doch Tyrrell wurde den Erwartungen nicht gerecht. Das Unternehmen hatte es nicht geschafft, die technischen Herausforderungen zu meistern, die sich durch die Umstellung von 3,5 Litern auf 3,0 Liter Hubraum ergaben. Die modifizierten Yamaha-Motoren waren unzuverlässig und verursachten zahlreiche technische Ausfälle. Erst in den letzten sechs Rennen des Jahres gelang es Mika Salo, drei Rennen in den Punkterängen zu beenden. Mit fünf Weltmeisterschaftspunkten wurde Tyrrell-Yamaha Neunter der Konstrukteursmeisterschaft. In der Saison 1996 war die Lage ähnlich. Salo fuhr erneut nur fünf Weltmeisterschaftspunkte ein, die diesmal für den achten Rang der Konstrukteursmeisterschaft reichten.

#### Arrows

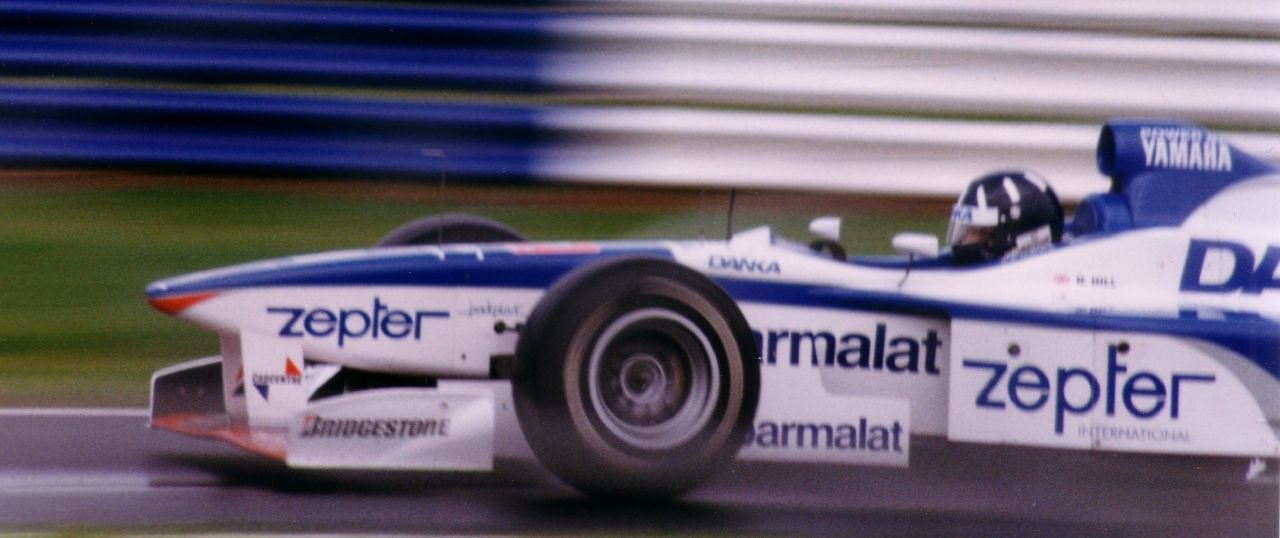
Titelverteidiger Damon Hill im Arrows-Yamaha beim GP Großbritannien 1997

Am Ende der Saison 1996 entschloss sich Yamaha, die Allianz mit Tyrrell zu beenden. Das Unternehmen wandte sich dem Konkurrenzteam Arrows zu, das dank des neuen Teamchefs Tom Walkinshaw im Aufwind zu sein schien. Zudem fuhr 1997 der letztjährige Formel-1-Weltmeister Damon Hill für Arrows, so dass bessere Leistungen als im Vorjahr zu erwarten waren. Allerdings verlief auch diese Saison problematisch; regelmäßige Positionierungen auf dem Podium, die Hill erwartet hatte, blieben aus. Hill fuhr zumeist im Mittelfeld. Lediglich beim Großen Preis von Ungarn kam es zu dem in der Presse als „Wunder von Ungarn“ bezeichneten Rennen, bei dem Hill lange das Fahrerfeld anführte. Zu einem Sieg kam es gleichwohl nicht; nach einem Defekt der Hydraulikpumpe Hills gelang es seinem Verfolger Jacques Villeneuve, sich an die Spitze zu setzen und das Rennen zu gewinnen. Hill kam als Zweiter ins Ziel und erreichte das beste Ergebnis für ein Auto mit Yamaha-Motor. Ungeachtet dieses Erfolges beendete Yamaha mit Ablauf der Saison 1997 sein Formel-1-Engagement.

#### Übersicht: Formel-1-Teams mit Motoren von Yamaha
| Saison | Motortyp        | Hubraum und Zylinder | Team                        | Chassis                  | Fahrer                                    | WM-Punkte | WM-Platz |
| ------ | --------------- | -------------------- | --------------------------- | ------------------------ | ----------------------------------------- | --------- | -------- |
| 1989   | Yamaha OX88     | 3,5 Liter V8         | West Zakspeed Racing        | Zakspeed 891             | Bernd Schneider Aguri Suzuki              | 0         | -        |
| 1991   | Yamaha OX99 V12 | 3,5 Liter V12        | Motor Racing Developments   | Brabham BT60Y            | Martin Brundle Mark Blundell              | 3         | 10       |
| 1992   | Yamaha OX99     | 3,5 Liter V12        | Sasol Jordan Yamaha         | Jordan 192               | Stefano Modena Maurício Gugelmin          | 1         | 11       |
| 1993   | Yamaha OX10A    | 3,5 Liter V10        | Tyrrell Racing Organisation | Tyrrell 020C Tyrrell 021 | Andrea de Cesaris Ukyō Katayama           | 0         | -        |
| 1994   | Yamaha OX11B    | 3,5 Liter V10        | Tyrrell                     | Tyrrell 022              | Mark Blundell Ukyō Katayama               | 13        | 7        |
| 1995   | Yamaha OX10C    | 3,0 Liter V10        | Nokia Tyrrell Yamaha        | Tyrrell 023              | Mika Salo Gabriele Tarquini Ukyō Katayama | 5         | 9        |
| 1996   | Yamaha OX11A    | 3,0 Liter V10        | Tyrrell Yamaha              | Tyrrell 024              | Mika Salo Ukyō Katayama                   | 5         | 8        |
| 1997   | Yamaha OX11C/D  | 3,0 Liter V10        | Danka Arrows Yamaha         | Arrows A18               | Damon Hill Pedro Diniz                    | 9         | 8        |